# The Dark Knight : Le Chevalier noir
Pour les articles homonymes, voir Batman (homonymie), Chevalier noir (homonymie) et The Dark Knight Returns.
Série The Dark Knight
Batman Begins
(2005) The Dark Knight Rises
(2012)
Pour plus de détails, voir Fiche technique et Distribution.
The Dark Knight : Le Chevalier noir (The Dark Knight), ou simplement Le Chevalier noir dans la francophonie, est un film américano-britannique réalisé par Christopher Nolan, sorti en 2008.
Fondé sur le personnage de fiction DC Comics, Batman, il fait partie de ce qui sera appelé la trilogie The Dark Knight et est la suite de Batman Begins sorti en 2005. Il décrit la confrontation entre Batman, interprété pour la seconde fois par Christian Bale, et son ennemi juré le Joker, joué par Heath Ledger (mort le 22 janvier 2008, avant la sortie du film). Leur rencontre avait été suggérée à la fin de Batman Begins.
Le film débute alors que Batman aborde une phase décisive de sa guerre contre le crime à Gotham City. Avec l'aide du lieutenant de police Jim Gordon et du nouveau  procureur Harvey Dent, il entreprend de démanteler les dernières organisations criminelles qui infestent les rues de la ville. L'association s'avère efficace, mais le trio se heurte bientôt à un nouveau génie du crime qui répand la terreur et le chaos dans Gotham :  le Joker. On ne sait pas d'où il vient ni qui il est. Ce criminel possède une intelligence redoutable doublé d'un humour sordide et n'hésite pas à s'attaquer à la pègre locale dans le seul but de semer le chaos.
The Dark Knight est le plus gros succès de l'année 2008, et rencontre un gros succès au box-office mondial et américain. Le 20 février 2009, Warner Bros. annonce que le film a franchi la barre d'un milliard de dollars de recettes, devenant le 4e film de l'histoire à réaliser ce chiffre record d'exploitation,. Par ailleurs, le film reçoit 8 nominations aux Oscars et remporte deux récompenses : l'Oscar du meilleur acteur dans un second rôle à titre posthume pour Heath Ledger et l'Oscar du meilleur montage de son pour Richard King.
Depuis sa sortie, The Dark Knight est considéré comme l’un des meilleurs films de super-héros de tous les temps, l’un des meilleurs films des années 2000 et l’un des meilleurs films jamais réalisés. Il est inscrit au National Film Registry en 2020. Une suite, The Dark Knight Rises, réalisée en 2012 par le même réalisateur, vient conclure la trilogie.

## Synopsis
Dans la ville de Gotham City, une bande de cambrioleurs déguisés en clowns dévalisent une banque servant à la mafia pour blanchir son argent sale. Chacun des cambrioleurs doit se débarrasser d'un de ses complices, jusqu’à ce qu’il n’en reste plus qu’un : le commanditaire du casse, un psychopathe fou, scarifié sur les lèvres et particulièrement dangereux : le Joker. Cette nuit-là, trois hommes déguisés en Batman interrompent un rendez-vous entre Jonathan Crane, alias l'Épouvantail, et des gangsters. Le vrai Batman fait alors son apparition et appréhende tous les criminels ainsi que les imposteurs. Cependant, il souffre des morsures des chiens d'un des malfaiteurs, ce qui l'amène à revoir la conception de son costume, moins résistant mais plus léger. Batman et le lieutenant Jim Gordon réfléchissent aux moyens d’éradiquer la mafia omniprésente dans la ville. Un nouveau procureur, nommé Harvey Dent, rejoint leur cause. Celui-ci pourrait devenir le héros public que Batman ne peut être.
Bruce Wayne rencontre le procureur Dent au restaurant et apprend qu’il est le fiancé de son amie Rachel Dawes. Convaincu de ses bonnes intentions, Wayne décide d'organiser une collecte de fonds pour sa campagne à l'élection de procureur général. Durant le repas, Harvey clame que « soit on meurt en héros, soit on vit assez longtemps pour se voir endosser la peau du méchant ».
Lors d'une réunion entre dirigeants de la mafia, un comptable chinois corrompu, Lau, les informe que les banques dans lesquelles ils stockaient leur argent ont été identifiées par la police de Gotham grâce à des billets marqués et qu'après le hold-up par le Joker de l'un de leurs dépôts, la police risque de pister leur argent et de le saisir. Il se propose de cacher leurs fonds dans un endroit sûr qu'il sera le seul à connaître et annonce qu'il rentre à Hong Kong, où les autorités de Gotham ne pourront pas l'inquiéter. Le Joker arrive de façon inattendue et fait part aux malfrats de son opinion concernant Lau, affirmant que c'est un « mouchard » qui pourrait les mettre dans une situation gênante s'il se fait attraper par Batman. Il leur propose alors de tuer ce dernier pour la moitié de leur argent.
S'étant mis d'accord avec Dent et Gordon, Batman (qui contrairement à Dent n'est limité par aucune juridiction) s'envole pour Hong Kong et enlève Lau pour le ramener et le remettre à la police de Gotham. Celui-ci refuse de dire où est l'argent mais donne à la police des informations pour arrêter tous les mafieux. Gordon met notamment la main sur Salvatore Maroni, leur chef et sur tous ses sbires. Ainsi la moitié de la mafia de Gotham se retrouve derrière les barreaux.
Le Joker réapparaît alors et annonce à la ville que si Batman ne se rend pas par lui-même à la police et ne révèle pas publiquement son identité, des innocents mourront chaque jour. Le commissaire Gillian B. Loeb et la juge présidant le procès contre la mafia sont ainsi assassinés alors que le Joker fait irruption avec ses hommes à la recherche de Harvey Dent, lors de la soirée de collecte de fonds organisée par Bruce Wayne pour le procureur de la ville. Bruce Wayne, sous le costume de Batman, affronte le Joker qui finit par menacer Rachel Dawes et lui demande d'ôter son masque. Ce dernier ayant refusé, le Joker jette Rachel Dawes par une des fenêtres mais elle est sauvée par Batman. Le maire de la ville lui-même manque de se faire tuer lors de l'hommage public au commissaire Loeb mais Jim Gordon intervient pour être touché par un projectile qui le laisse apparemment sans vie. Pendant ce temps, Batman mène son enquête et interroge Maroni qui lui conseille de révéler son identité pour faire cesser le carnage. Harvey Dent, quant à lui, parvient à isoler un complice du Joker et le menace pour obtenir de lui le lieu où il se cache. Batman intervient pour le convaincre que sa tentative est malavisée : le tireur souffre d'un problème mental ayant été interné à l'asile d'Arkham et Dent doit rester un symbole de probité pour la ville de Gotham.
Las de voir des innocents périr pour rien, Bruce décide de révéler son identité. Mais avant qu'il ne puisse le faire, Dent annonce qu'il est lui-même Batman et est arrêté, dans le cadre d'un plan visant à attirer le Joker dans un piège. Ce dernier organise une embuscade pour le convoi de police transportant Dent et tenter d'abattre ce dernier pendant le transport, avec l'aide de ses hommes répartis dans deux camions. Batman intervient avec la Batmobile alors que le Joker tente de faire exploser le fourgon où se trouve Dent à l'aide d'un lance-roquette, mais Batman intercepte son tir en sacrifiant la Batmobile, qui s'autodétruit après avoir laissé échapper ses restes, le Batpod, une moto modifiée. Batman parvient à renverser le camion du Joker qui en réchappe, puis ce dernier se place sur le chemin du justicier et de son Batpod en lui criant de l'écraser. Batman ne se résout pas à le tuer. Le Joker est arrêté par Gordon, qui avait simulé sa mort et conduisait le convoi transport Dent. En reconnaissance de ses actions héroïques, Gordon est nommé commissaire de la police de Gotham.
Plus tard dans la nuit, Harvey Dent disparaît. Batman interroge violemment le Joker au poste de police. Ce dernier lui révèle que Rachel Dawes et Dent ont été capturés par des policiers corrompus et sont retenus prisonniers dans deux entrepôts distincts, chacun contenant des explosifs prêts à exploser en même temps. Ces bâtiments sont situés à deux endroits opposés de la ville, assez éloignés l'un de l'autre pour que Batman ne puisse sauver que l'un des deux. Batman se charge donc de sauver Rachel, tandis que Gordon et la police s’occuperont de Dent. Grâce à une bombe dissimulée au poste de police, le Joker s'échappe avec Lau. Ayant été trompé par le Joker, qui lui a donné les deux adresses inversées, Batman arrive à l’entrepôt où Dent est emprisonné et le sauve à temps, mais celui-ci, qui était tombé attaché à sa chaise, a la moitié du visage enduite de pétrole qui s'enflamme avec l'explosion et le brûle du côté gauche de son visage. Gordon et son équipe arrivent quant à eux trop tard pour sauver Rachel Dawes, qui périt dans l'explosion. À son réveil à l'hôpital, Dent sombre dans la folie après la perte de sa fiancée et a la rancune contre Gordon, du fait que des membres de son unité sont impliqués dans le drame. Quant à Wayne, il se sent responsable de la mort de Rachel.
Un comptable de Wayne Enterprises, Coleman Reese, a entretemps découvert la véritable identité de Batman en voyant les comptes de la compagnie et les plans des appareils créés par Lucius Fox et à présent utilisés par Batman. Il a envisagé de le faire chanter, avant d'en être rapidement dissuadé par Lucius Fox. Mais après la tournure des événements récents, il a changé son fusil d'épaule : il propose à une émission de la télévision de Gotham de révéler publiquement cette identité. Il n'a toutefois pas le temps de le faire car, après avoir brûlé la moitié de l'argent de la mafia qui lui était destiné, avec Lau attaché sur le tas de billets, le Joker interrompt l'interview en téléphonant en direct au présentateur. Il annonce alors qu'il fera exploser un hôpital si Coleman Reese n'est pas mort dans les 60 minutes. La panique s'installe dans la ville et de nombreuses personnes envisagent d'abattre Reese elles-mêmes pour protéger un de leurs proches actuellement dans un des établissements hospitaliers de la ville, alors que Reese est emmené en sécurité par Gordon, et qu'un maximum d'hôpitaux sont évacués en urgence.
Le Joker va à l'hôpital général de Gotham et profite de l'état de Dent pour le convaincre de se venger sur les policiers corrompus et autres mafieux qui sont responsables de la mort de Rachel Dawes, ainsi que sur Batman et Gordon. Dent adopte le surnom qu'on lui donnait aux affaires internes, « Double-Face », et poursuit une vendetta personnelle face à la police et les gangsters un par un, laissant décider le hasard de leur sort à pile ou face avec une pièce de monnaie double-face griffée d'un côté depuis l'explosion. Il tue cinq personnes à travers la ville, dont Maroni. Pendant ce temps, le Joker met ses menaces à exécution et fait exploser l'hôpital général avant de s'enfuir, déguisé en infirmière dans un bus transportant les malades évacués. Il annonce aux habitants de Gotham que désormais, il dirige la ville et que le mot d'ordre est « chaos ». Les ponts et les tunnels de la ville sont alors fermés en raison des alertes à la bombe du Joker, et les autorités commencent l'évacuation des habitants par bateau. Gordon lui-même affrète spécialement un ferry pour embarquer tous les prisonniers de la ville, pour éviter qu'ils ne s'échappent dans la confusion qui règne en ville. Durant la soirée, le Joker prend en otage les occupants du bus dans lequel il a quitté l'hôpital et se rend dans une tour en construction au centre-ville. Il informe les passagers des deux ferrys, l'un transportant les prisonniers, l'autre des civils, qu'il y a placé des explosifs avec pour chacune une télécommande. Le seul moyen pour les passagers de chaque ferry de se sauver de cette « expérience sociologique » est de déclencher les explosifs de l'autre bateau, sinon tous deux exploseront à minuit.
Avec Lucius Fox, Batman conçoit un système de sonar utilisant la téléphonie cellulaire de toute la ville. Grâce à ce procédé « scandaleux » selon Fox, il réussit à localiser le Joker. Batman sauve les otages qui allaient se faire abattre par mégarde par le groupe d'intervention et grimpe au sommet du building pour affronter le Joker, qui avec des chiens et plusieurs coups l'immobilise. Il est alors presque minuit mais sur les ferrys, les passagers des deux camps, bien que divisés, refusent tout de même de faire exploser l'autre bateau. Il s'apprête à faire sauter lui-même les deux bateaux quand Batman renverse la situation et le jette du haut de l'immeuble, avant de le rattraper avec son grappin. Batman indique avec les ferrys que les gens sont prêts à choisir le camp du bien mais le Joker indique que son véritable plan est d'avoir retourné Harvey Dent.
Après avoir livré le Joker à la police, Batman se met à la recherche de Dent et le retrouve à l'endroit où Rachel est morte, retenant Gordon et sa famille. Dent menace de tuer le fils de Gordon. Décidant de punir les trois responsables de la mort de Rachel, Dent laisse le hasard décider sur le destin de Batman, le sien et celui de Gordon. Dent tire sur Batman dans l'abdomen (protégé par du kevlar) et s'épargne lui-même, car la pièce est tombée côté face. Voulant punir Gordon en supprimant la personne qu'il aime le plus, Harvey tire au sort ce qu'il fera de Jim Gordon Junior, mais avant qu’il puisse déterminer le sort du garçon, Batman se jette sur lui, et ils chutent tous les deux du toit du bâtiment.
Dent meurt, Batman en réchappe et Gordon voit que le Joker a gagné en détruisant tout ce que Dent avait fait pour la ville, en s'attaquant au « chevalier blanc de Gotham », pourtant incorruptible. Les hommes de la pègre seraient relâchés et les habitants de Gotham perdraient tout espoir. Sachant que les meurtres sont impossibles à cacher et afin d'éviter l'accomplissement du Joker, Batman persuade Gordon de préserver l'image de Dent en s'accusant de la vendetta qu'il a commis, déclarant que la foi des citoyens de la ville est plus importante que la vérité et qu'ainsi, « soit on meurt en héros, soit on vit assez longtemps pour se voir endosser la peau du méchant ». Une chasse au justicier s'ensuit. Gordon, qui détruira le Bat-signal, explique à son fils que Batman est un chevalier noir, un protecteur vigilant et non un héros.

## Fiche technique
Sauf indication contraire, les informations mentionnées dans cette section peuvent être confirmées par les bases de données cinématographiques IMDb et Allociné,  présentes dans la section « Liens externes ».
- Titre original : The Dark Knight
- Titre français : The Dark Knight : Le Chevalier noir
- Titre québécois : Le Chevalier noir
- Réalisation : Christopher Nolan
- Scénario : Christopher Nolan et Jonathan Nolan, d'après une histoire originale de Christopher Nolan et David S. Goyer, d'après le personnage créé par Bob Kane
- Musique : Hans Zimmer et James Newton Howard
- Direction artistique : Mark Bartholomew, James Hambidge, Craig Jackson, Kevin Kavanaugh, Simon Lamont, Steven Lawrence et Naaman Marshall
- Décors : Nathan Crowley
- Costumes : Lindy Hemming
- Photographie : Wally Pfister
- Son : Lora Hirschberg, Gary A. Rizzo, Richard King, Ed Novick, Matt Gruber
- Montage : Lee Smith
- Production : Christopher Nolan, Charles Roven et Emma Thomas
  - Production (version IMAX) : Lorne Orleans
  - Production exécutive (Hong Kong) : Philip Lee (ja)
  - Production déléguée : Benjamin Melniker, Thomas Tull, Michael E. Uslan et Kevin De La Noy (de)
  - Production associée : Jordan Goldberg
- Sociétés de production[10] :
  - États-Unis : DC Comics, avec la participation de Warner Bros., en association avec Legendary Entertainment
  - Royaume-Uni : Syncopy Films
- Société de distribution : Warner Bros. ; Fox-Warner (Suisse romande)
- Budget : 185 millions de $[11],[12],[13]
- Pays de production :  États-Unis,  Royaume-Uni
- Langues originales : anglais, mandarin
- Format[14] : couleur (Technicolor) (Astrocolor) - 35 mm | 70 mm | D-Cinema - 2,39:1 (Cinémascope) (Panavision)
  - son DTS | Dolby Digital | SDDS
- Genre : action, policier, thriller, drame, super-héros
- Durée : 152 minutes
- Dates de sortie[15] :
  - États-Unis, Québec : 18 juillet 2008[16]
  - Belgique : 23 juillet 2008[17]
  - Royaume-Uni : 24 juillet 2008
  - France, Suisse romande : 13 août 2008[18]
- Classification[19] :
  - États-Unis : accord parental recommandé, film déconseillé aux moins de 13 ans (PG-13 - Parents Strongly Cautioned)[Note 1]
  - Royaume-Uni : les enfants de moins de 12 ans doivent être accompagnés d'un adulte (12A - Suitable for 12 years and over)[20]
  - France : tous publics[21]
  - Belgique : tous publics (Alle Leeftijden)[17]
  - Suisse romande : interdit aux moins de 14 ans[22]
  - Québec : 13 ans et plus (violence) (13+ / 13 years and over)[16]

## Distribution
- Christian Bale (VF : Philippe Valmont ; VQ : Antoine Durand) : Bruce Wayne / Batman
- Aaron Eckhart (VF : Constantin Pappas ; VQ : Daniel Picard) : Harvey Dent / Double-Face
- Heath Ledger (VF : Stéphane Ronchewski ; VQ : Gilbert Lachance) : Le Joker
- Gary Oldman (VF : Vincent Violette ; VQ : Marc Bellier) : lieutenant / commissaire James « Jim » Gordon
- Michael Caine (VF : Frédéric Cerdal ; VQ : Vincent Davy) : Alfred Pennyworth
- Maggie Gyllenhaal (VF : Nathalie Bienaimé ; VQ : Éveline Gélinas) : Rachel Dawes
- Morgan Freeman (VF : Benoît Allemane ; VQ : Aubert Pallascio) : Lucius Fox
- Eric Roberts (VF : Michel Vigné ; VQ : Benoît Rousseau) : Salvatore Maroni
- Cillian Murphy (VF : Mathias Kozlowski ; VQ : Daniel Lesourd) : Dr Jonathan Crane / L'Épouvantail
- Ritchie Coster : Le Tchétchène
- Nestor Carbonell (VF : Franck Capillery ; VQ : Jean-François Beaupré) : Maire de Gotham City
- Colin McFarlane (VF : Olivier Cordina ; VQ : Pierre Chagnon) : Commissaire Gillian Loeb
- Michael Jai White (VF : Gilles Morvan) : Gambol, le mafieux afro-Américain
- Chin Han (VF : Didier Cherbuy ; VQ : Jacques Lussier) : Lau
- Béatrice Rosen (VF : elle-même) : Natascha Patrenko
- Monique Gabriela Curnen (VF : Hélène Chanson) : Officier Anna Ramirez
- William Fichtner (VF : Charles Borg ; VQ : Jean-Luc Montminy) : Directeur de la National Bank de Gotham City
- Anthony Michael Hall (VF : Martial Le Minoux) : Mike Engel
- Keith Szarabajka (VF : Patrice Baudrier ; VQ : Manuel Tadros) : Stephen
- Tom Lister, Jr. (VF : Saïd Amadis) : Prisonnier tatoué
- Joshua Harto (VF : Vincent de Bouard) : Coleman Reese
- Melinda McGraw (VF : Maïté Monceau) : Barbara Eileen Gordon
- Patrick Leahy : un invité de la fête
- Ron Dean (VF : Achille Orsoni) : Wuertz
- Nathan Gamble : le fils de James Gordon
- David Dastmalchian (VF : Emmanuel Karsen ; VQ : Hugolin Chevrette-Landesque) : Thomas Schiff, sbire du Joker

- Version française
  - Société de doublage : Cinéphase
  - Direction artistique : Jenny Gérard
  - Adaptation : Marie-Christine Chevalier et Pierre Arson

Légende : VF = version française ; VQ = version francophone québécoise.

Photos des acteurs principaux
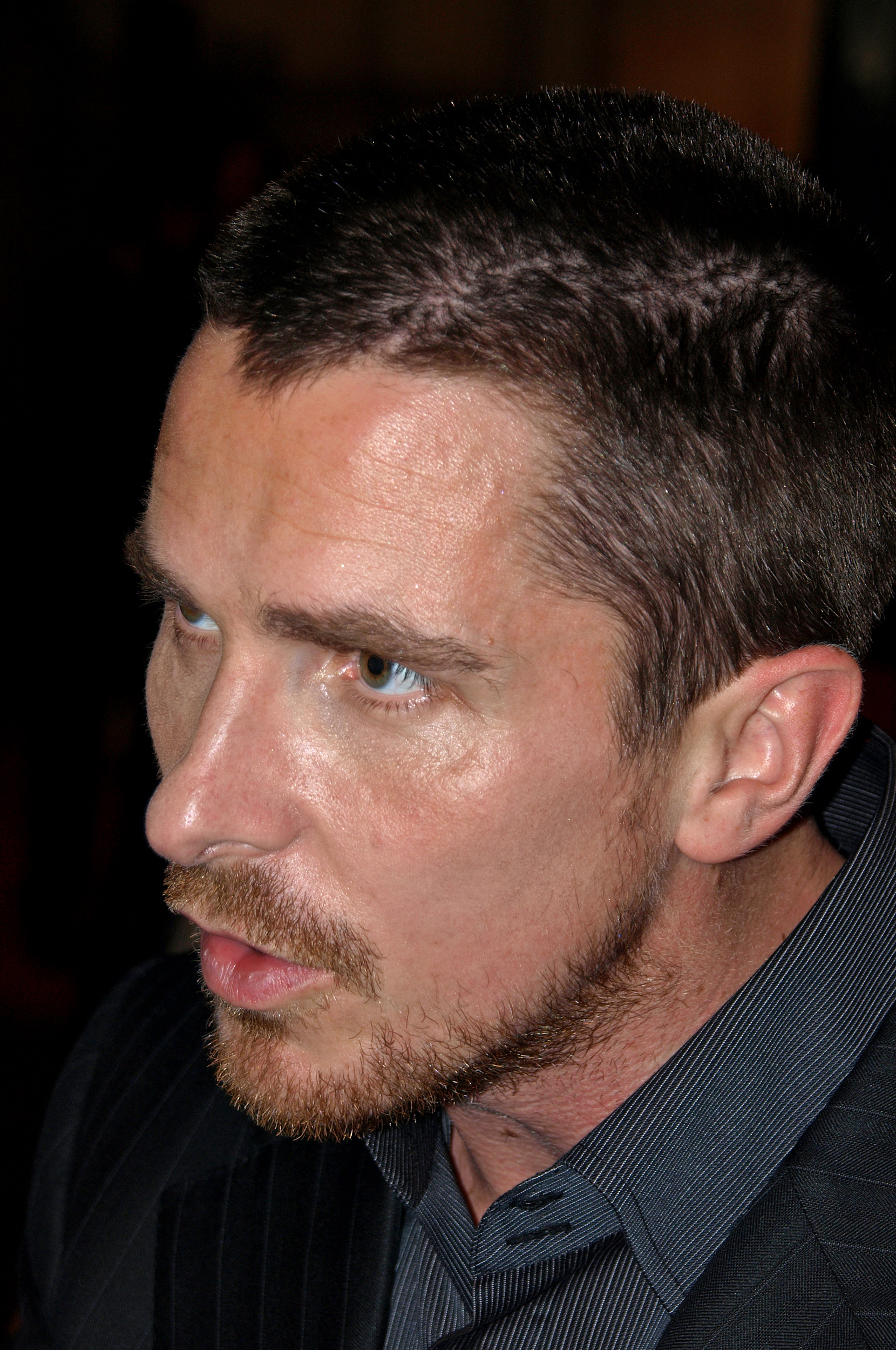
Christian Bale (Bruce Wayne / Batman)
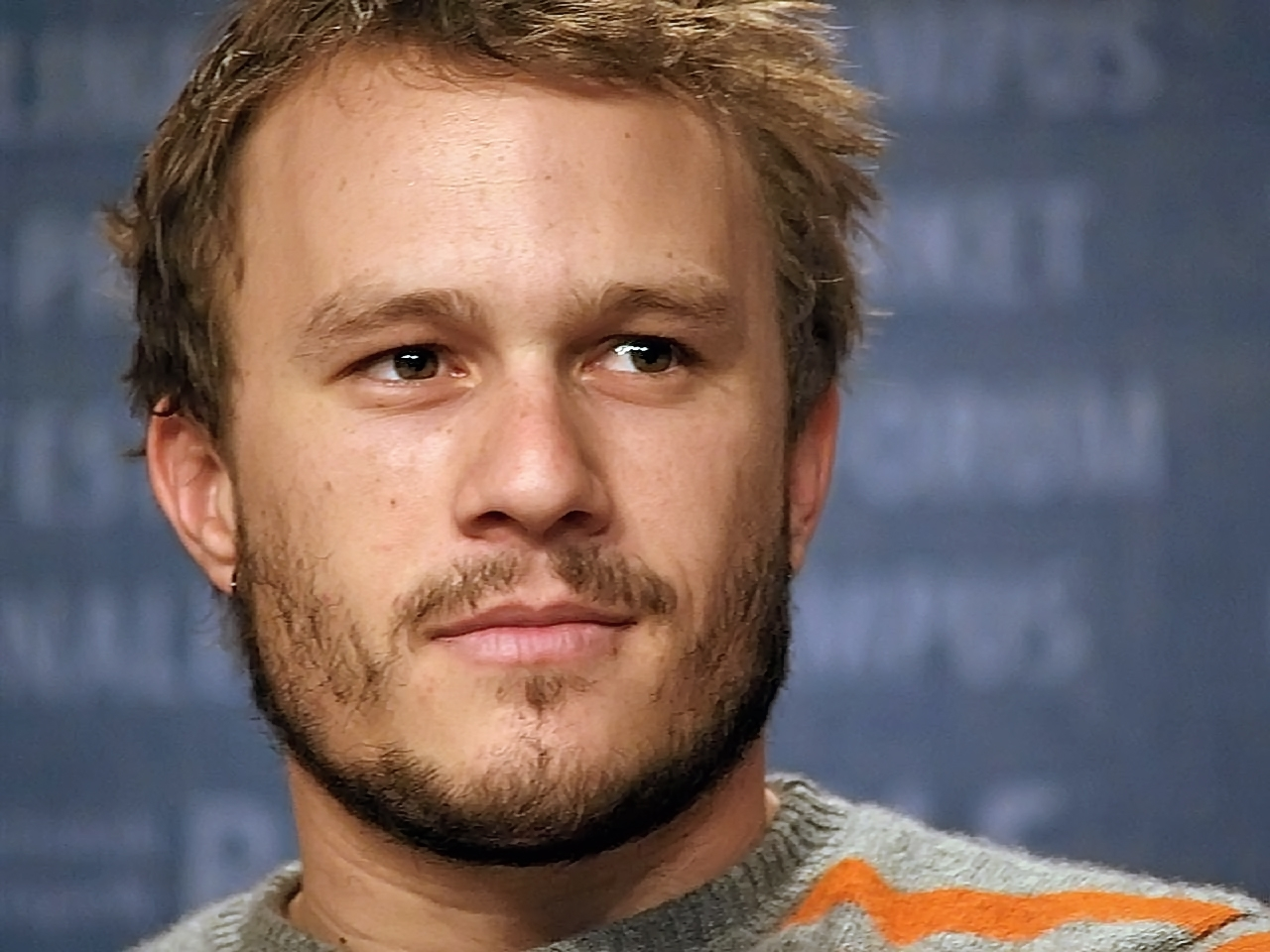
Heath Ledger (le Joker)
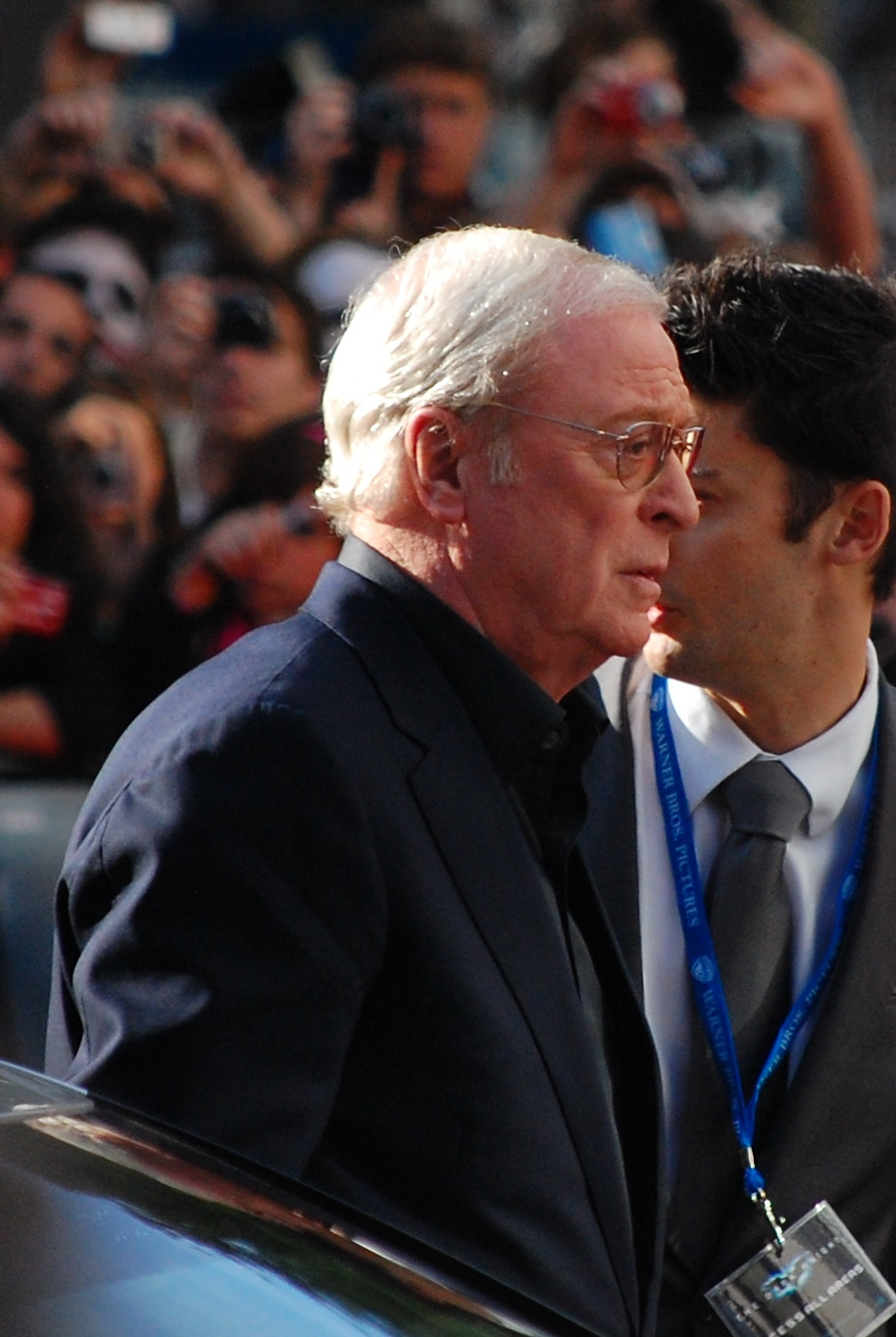
Michael Caine (Alfred Pennyworth)
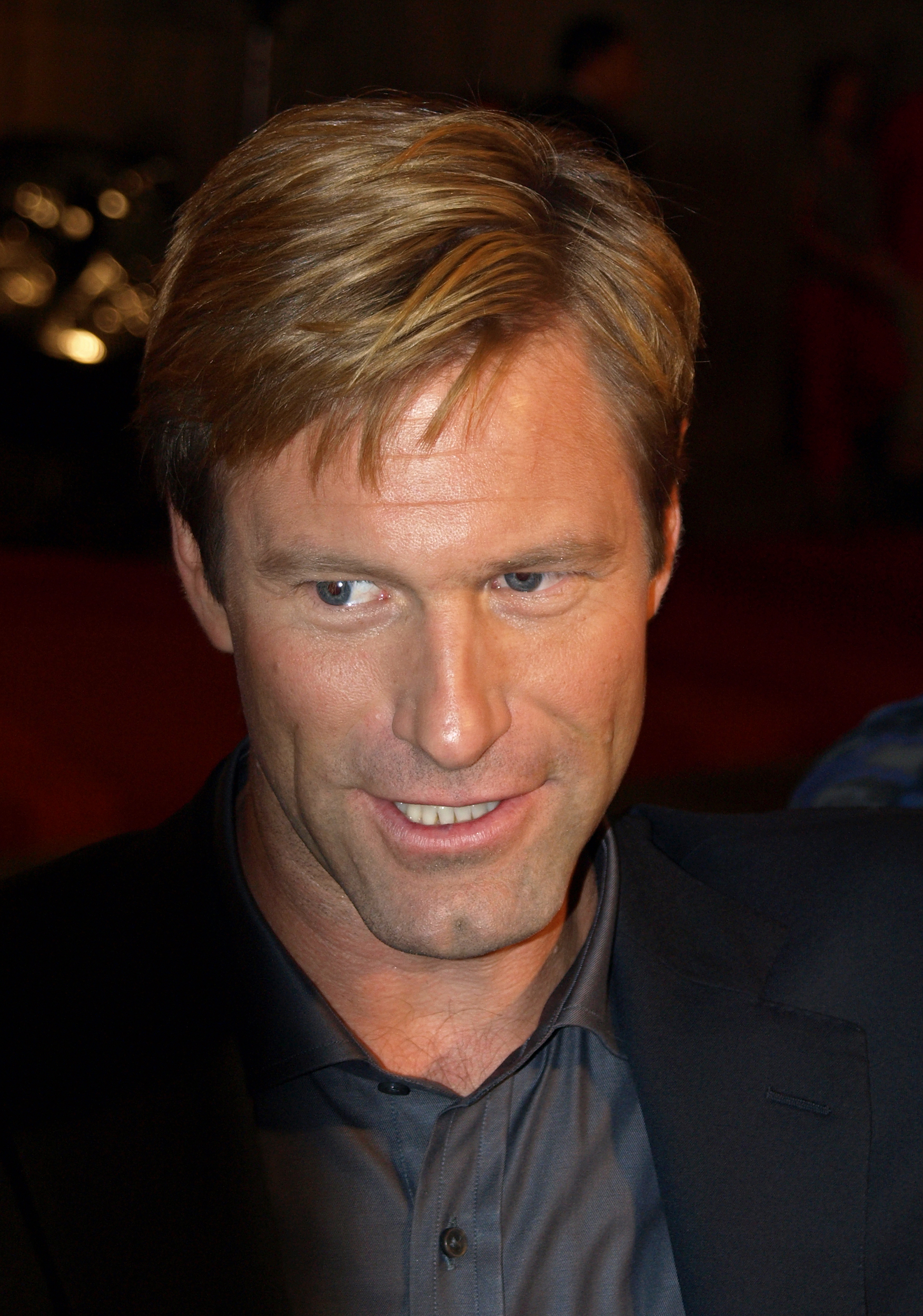
Aaron Eckhart (Procureur Harvey Dent / Double-Face)
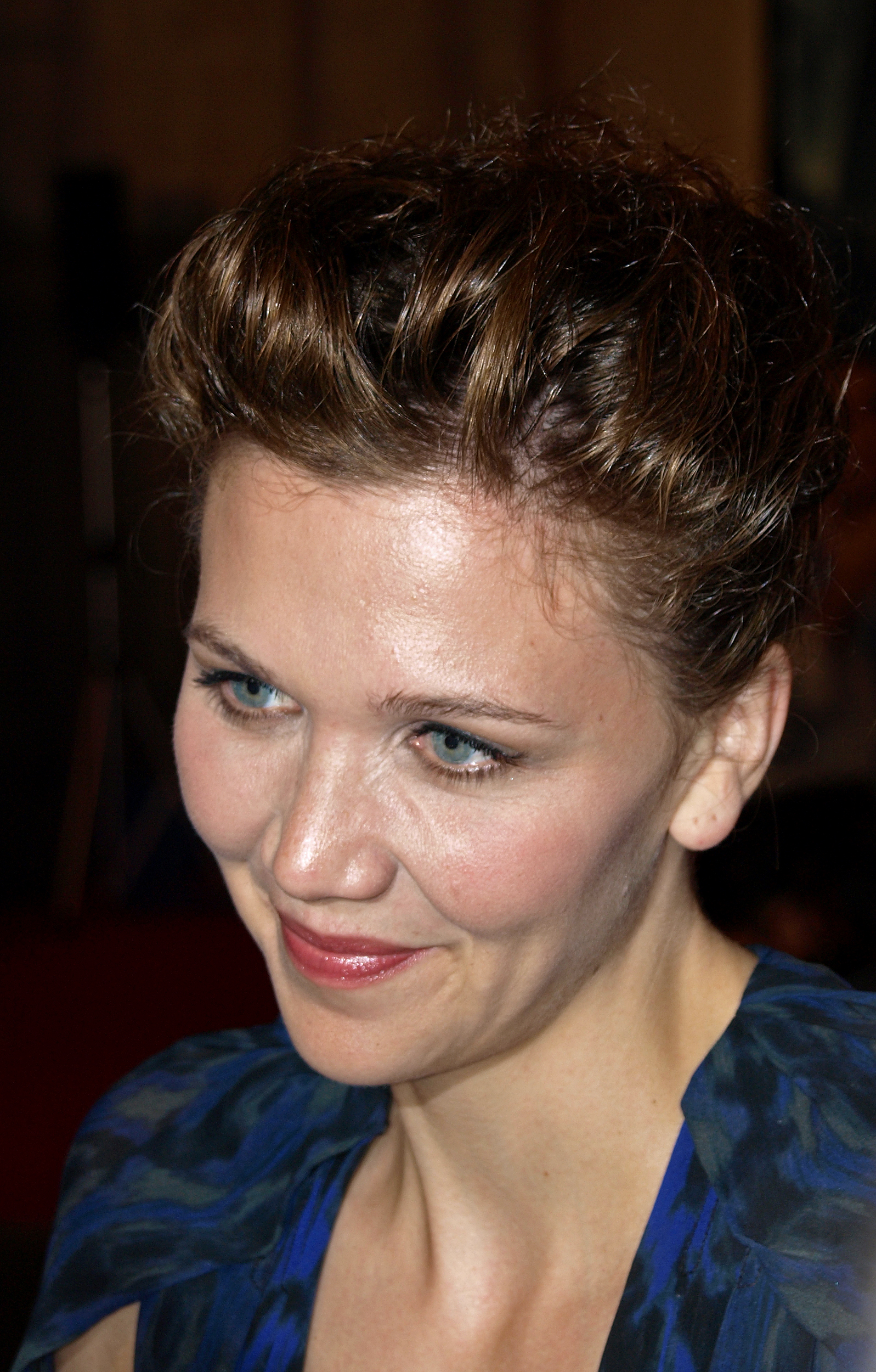
Maggie Gyllenhaal (Rachel Dawes)
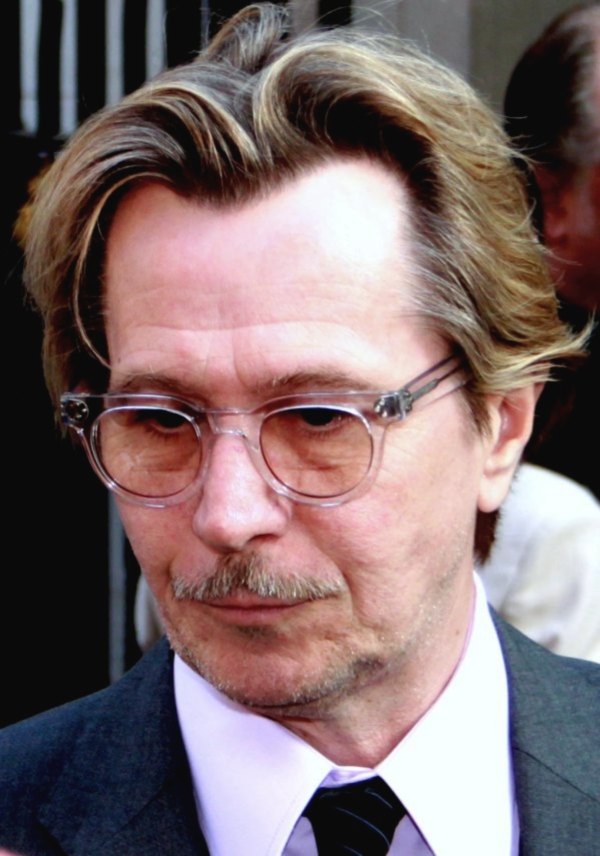
Gary Oldman (Commissaire Jim Gordon)
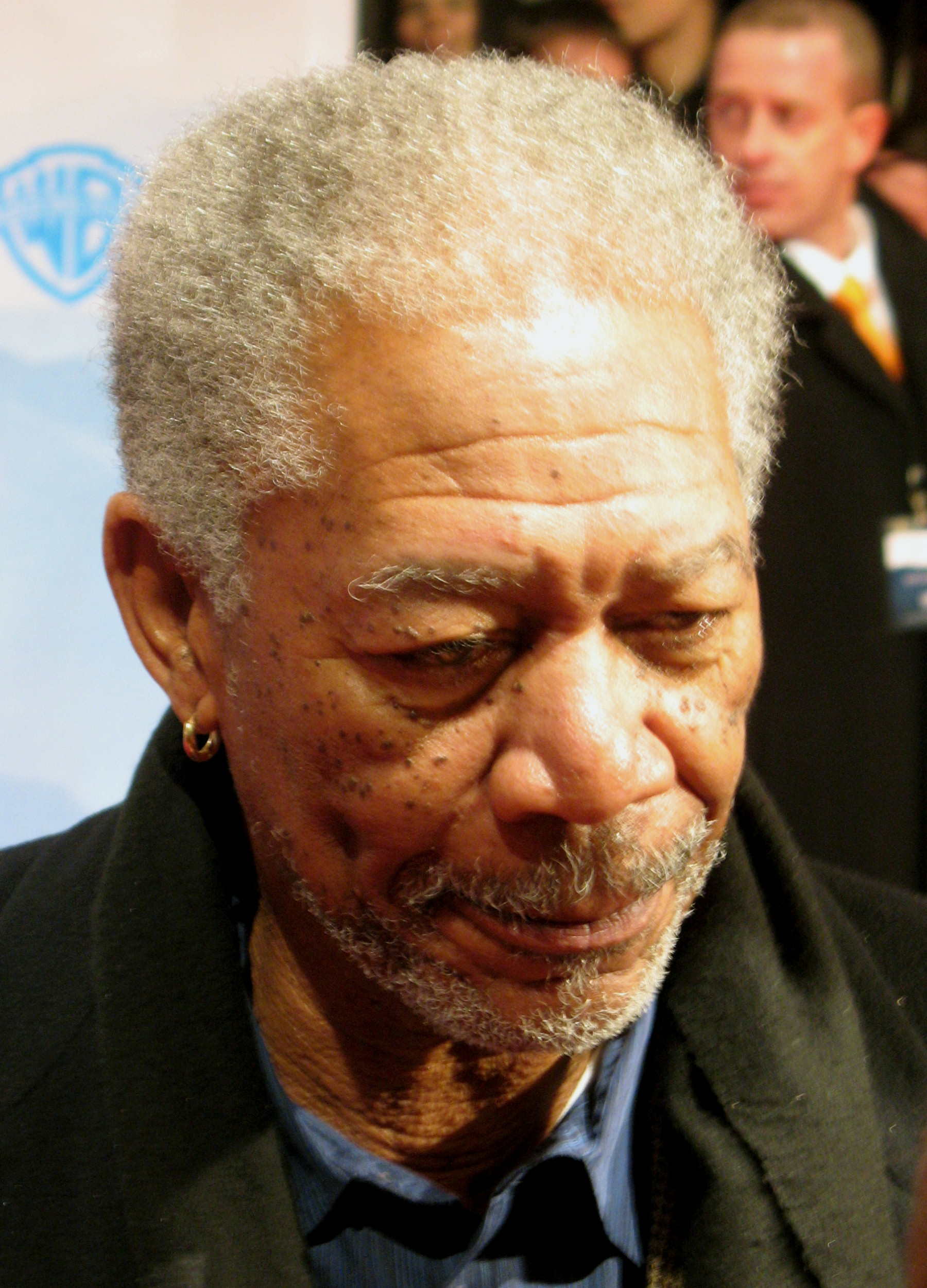
Morgan Freeman (Lucius Fox)
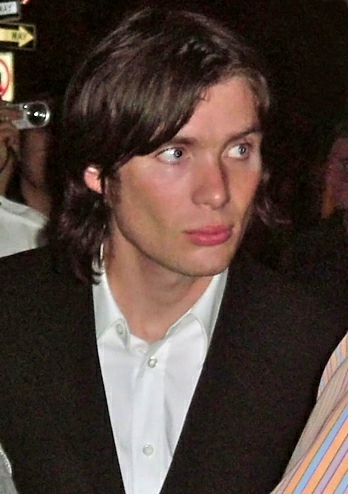
Cillian Murphy (Dr Jonathan Crane / L'Épouvantail)

## Production

### Développement
Avant que Batman Begins ne soit à l’affiche, le scénariste David S. Goyer avait écrit deux suites qui introduisaient le Joker et Double-Face. Sa première intention était que Harvey Dent soit défiguré par le Joker lors de son procès dans le troisième film, transformant ainsi le procureur en Double-Face. Goyer, qui a écrit le premier opus, a cité la bande dessinée Batman : Un Long Halloween comme la principale influence de son histoire. Tout d'abord dans l'incertitude quant à sa participation comme réalisateur de la suite de Batman Begins, Nolan voulait réinterpréter le personnage du Joker. Le 31 juillet 2006, Warner Bros. annonce officiellement le début de la production pour cette suite, intitulée The Dark Knight. Le film est le premier long métrage établi autour de l’homme chauve-souris dans le titre duquel le mot « Batman » est absent.
Après de longues recherches, Jonathan Nolan, le frère du réalisateur et coscénariste, a suggéré que les deux premières apparitions du Joker, publiées dans le premier numéro de Batman de 1940, soient retenues comme influences cruciales. Jerry Robinson, un des cocréateurs du Joker, a été consulté sur la nature du super-vilain. Au lieu de se concentrer sur ses origines et son basculement dans la folie, Christopher Nolan a déclaré à MTV News préférer représenter l'ascension au pouvoir du Joker afin de ne pas minimiser la menace qu'il représente. Nolan s’est inspiré pour les dialogues du Joker du comic book Batman: The Killing Joke, dans lequel le Joker prétend que n'importe qui peut devenir comme lui étant donné les circonstances.
À l'instar des bandes dessinées, Nolan a voulu transmettre l’idée qu’un défenseur du crime comme Batman attire effectivement le crime à Gotham City et donc la folie. Cette idée reprise dans le film remet donc en cause la légitimité du chevalier noir. Nolan a aussi voulu donner une vraie dimension à la ville de Gotham City, une ville ayant sa personnalité propre ; dans cette optique il a admis avoir été influencé par le film Heat. Selon Nolan, The Dark Knight prolonge et développe des événements qui se déroulent dans Batman Begins, mettant en avant que les choses doivent empirer avant de s'améliorer. Alors que le thème de la justice par opposition à la vengeance est toujours présent, Christopher Nolan a souligné que Bruce Wayne devient un meilleur détective dans ce second opus, une notion qui n’était pas assez développée auparavant. Il décrit la rivalité entre Bruce Wayne et Harvey Dent, tant pour le cœur de Rachel Dawes que pour l'épuration de la lie de Gotham, comme la colonne vertébrale du film. Il a également choisi de compresser le scénario, incluant la métamorphose de Dent en Double-Face dans The Dark Knight, ce qui donne au film un arc émotionnel que le personnage insensible du Joker ne pourrait offrir.
Comme Batman Begins dont il est la suite, le film ne comporte aucun référent chronologique aux films précédents réalisés par Tim Burton ou Joel Schumacher.

### Conception
La conceptrice des costumes Lindy Hemming a qualifié l’apparence du Joker comme reflétant sa personnalité. Il ne se soucie guère de lui-même. Hemming a évité de le dessiner comme un simple vagabond mais a gardé l’image du personnage crasseux, misérable de sorte que lorsqu’on le voit en mouvement, il semble agité et nerveux. Lors de la création du look anarchique du Joker, Hemming s’est inspirée d’artistes controversés tels que Pete Doherty, Iggy Pop ou Johnny Rotten. Heath Ledger décrit son masque de clown, composé de trois pièces de silicone apposées sur la peau, comme une nouvelle technologie permettant d‘appliquer plus rapidement le maquillage des artistes par rapport aux prothèses utilisées habituellement. Le processus prend seulement une heure et donne la réelle impression que l’acteur porte très peu de maquillage,.
Les designers ont amélioré le costume de Batman par rapport à celui de Batman Begins en y ajoutant de larges bandes élastiques, pour aider Christian Bale à mettre son costume et suggérer une technologie plus sophistiquée. Le costume fut construit à partir de 200 morceaux de caoutchouc, fibre de verre, maille métallique, et nylon. Désormais, le masque de Batman est séparé du cou, ce qui permet à Bale de pouvoir bouger la tête de haut en bas et de gauche à droite. Le masque est aussi équipé de lentilles qui deviennent blanches lorsque Batman déclenche la détection sonar, qui lui permet de voir de nuit et donne à l’homme chauve-souris un regard semblable à celui des comics. Les gants possèdent des lames rétractables qui peuvent être tirées. Le costume original est tout de même porté au début du film. Bien que le nouveau costume soit plus lourd de 3,6 kg par rapport au précédent, Christian Bale le trouve plus confortable et moins chaud à porter.
Concernant le maquillage de Double-Face, Eckhart a déclaré : « Je peux vous dire qu’en fait, lorsque vous me verrez, vous devriez être dégoûté. L’interpréter était très amusant pour moi. C’est comme ce que vous ressentez en rencontrant quelqu’un dont le visage a été défiguré ou brûlé par l’acide ». Le superviseur Nick Davis indique que Nolan n’était pas intéressé par un maquillage traditionnel : « Comme le personnage a été gravement brûlé, il voulait qu’on voie la peau et les lambeaux de chair qui avaient disparu, les tendons apparents, le globe oculaire à nu. Seule la technologie numérique permettait d’enlever des parties du visage. » Davis ajoute que durant le tournage des scènes, Eckhart portait deux types de marqueurs sur le visage, des traditionnels et des réfléchissants pour les scènes sombres, afin que chacun de ses mouvements faciaux soit bien visualisé. Eckhart portait aussi un maquillage partiel destiné à montrer où la prothèse numérique devait se terminer. Ce maquillage a par la suite été effacé de l’image, ce qui était plus simple que de tout faire en 3D, affirme Davis.

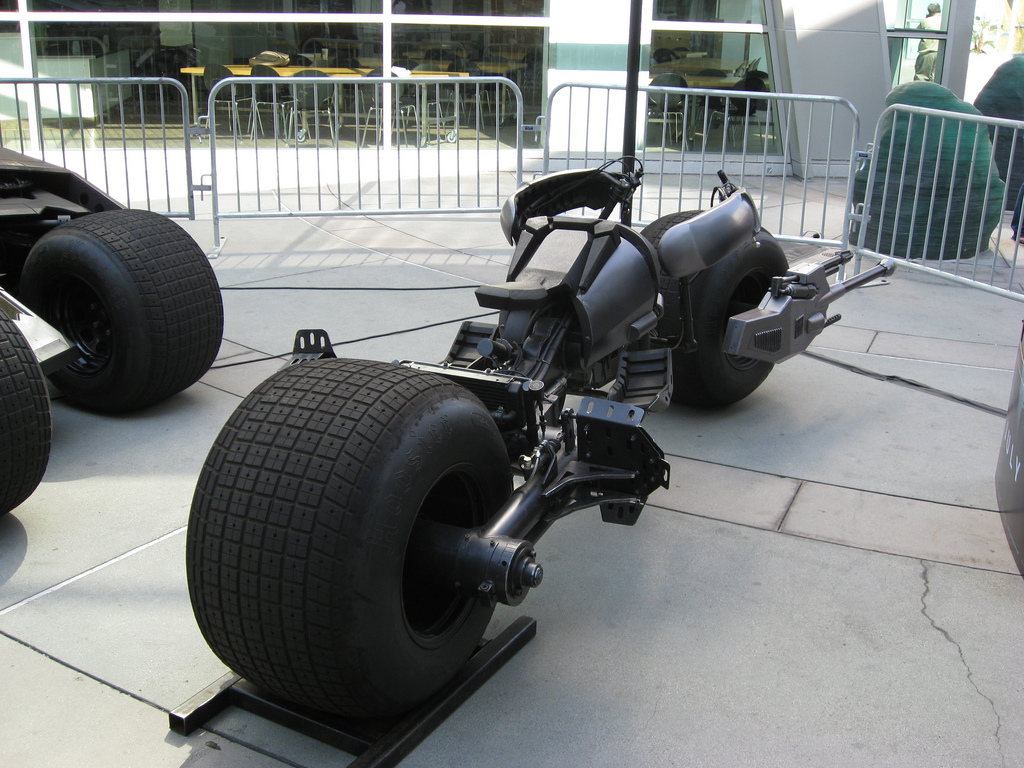
Le Batpod, le nouveau véhicule conçu pour le film.

Le film met en scène un nouveau véhicule : le Batpod. Nathan Crowley en a conçu six pour les besoins du film. Après la construction, six mois furent nécessaires pour tester la sécurité de la moto. Le Batpod ne se conduit pas avec les mains mais avec les épaules, le conducteur étant pratiquement couché sur la moto. De ce fait les bras sont protégés par des boucliers. La moto mesure 5,08 mètres de long et possède de nombreux gadgets tels que les lance-missiles. Les moteurs se situent dans le moyeu des roues.

### Scénario
Le masque que porte le Joker au début du film ressemble beaucoup à celui que portait Cesar Romero lorsqu'il interprétait le personnage dans la série de 1966 (dans le cinquième épisode de la première saison, Poker Pour un Joker).
Lorsque l'inspecteur Gordon est promu commissaire, tout le monde applaudit même le Joker. Le scénario n'implique pourtant pas ce moment. Heath Ledger a improvisé et cette improvisation a été conservée au montage.
Lors de l'interrogatoire musclé du Joker, Heath Ledger a ordonné à Christian Bale de cogner vraiment sa tête sur la table, lors du premier coup.

### Attribution des rôles
« Comme nous l'avons regardé à travers la bande dessinée, il y avait cette idée fascinante que la présence de Batman dans Gotham attire effectivement des criminels de Gotham ; « il » attire la folie. Lorsque vous avez affaire à des notions contestables comme les personnes qui prennent la loi entre leurs propres mains, vous avez vraiment à vous demander où ça mène ? C'est ce qui fait le caractère si sombre, car il exprime un désir de vengeance. »

— Christopher Nolan, sur le thème de l'escalade
La plupart des acteurs présents dans le premier opus reprennent leur rôle dans le deuxième, seule Katie Holmes est remplacée par Maggie Gyllenhaal dans le rôle de Rachel Dawes. Le rôle devait au départ être joué par Rachel McAdams. Emily Blunt, Isla Fisher et Sarah Michelle Gellar (qui avait également auditionné pour le même rôle pour Batman Begins) étaient également envisagées pour le même rôle.
Du côté des ennemis de Batman, Heath Ledger joue le nouveau Joker pour un rôle totalement différent de celui de Jack Nicholson dans Batman version Tim Burton. Parmi les acteurs pressentis pour le rôle du Joker figuraient Paul Bettany, Willem Dafoe, Steve Carell, Mark Hamill, Crispin Glover, Lachy Hulme, Jude Law, John Jarratt, Don Johnson et, pour la deuxième fois, Robin Williams (qui avait déjà été auditionné pour le film de Tim Burton en 1989). En 2024, il est révélé que le réalisateur avait demandé également à Joaquin Phoenix de prendre le rôle, ce dernier a décliné l'offre ne se sentant pas prêt. L'acteur a fini par jouer le personnage dans les films de 2019 et 2024.
Pour le rôle de Harvey Dent / Double-Face, les producteurs ont auditionné Matt Damon, qui le refusera pour pouvoir tourner dans Invictus ; mais également Jake Gyllenhaal, Hugh Jackman, Jamie Foxx, Guy Pearce, Edward Norton, Liev Schreiber, Ryan Phillippe, Josh Lucas, Hugo Weaving et Jude Law (dont c'était la deuxième audition pour le film), mais c'est finalement Aaron Eckhart qui l'obtient. Il succède ainsi à Billy Dee Williams qui joua Harvey Dent dans Batman et Tommy Lee Jones qui interpréta Double-Face dans Batman Forever.
Cillian Murphy reprend du service dans le rôle de l'Épouvantail. Michael Jai White et Eric Roberts jouent deux membres de la mafia. Michael Jai White a, pour sa part, joué le personnage de Al Simmons/Spawn dans le film de 1997.
Pour le rôle de Salvatore Maroni, joué ici par Eric Roberts, les premiers choix étaient James Gandolfini et Bob Hoskins.
L'acteur Dwight Yoakam a refusé d'incarner deux personnages : celui de l'inspecteur Wuertz, incarné par Ron Dean (en), et celui du directeur de la National Bank de Gotham City, joué par William Fichtner.

### Tournage

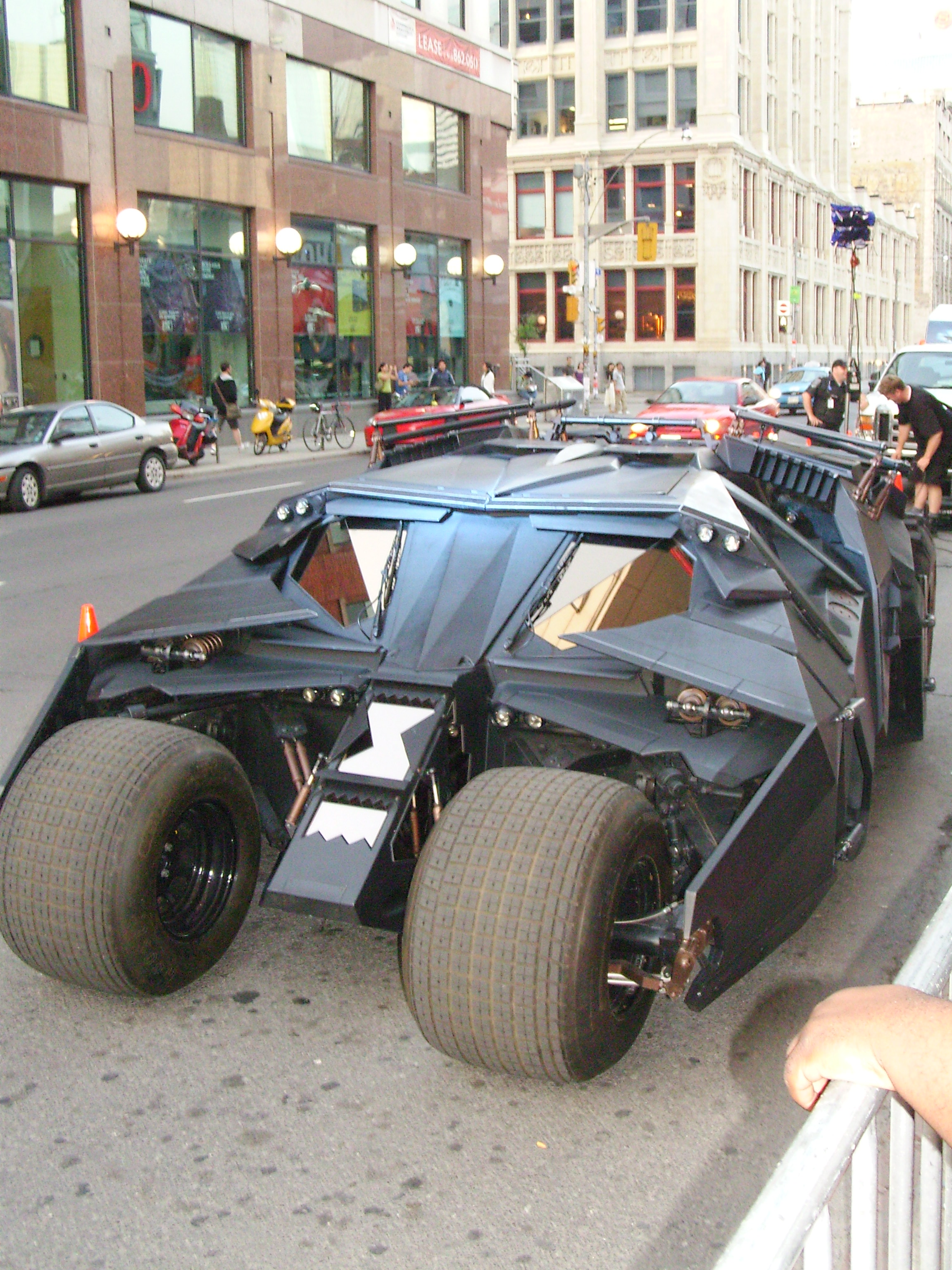
La Batmobile du film, exposée à Toronto en 2008.

Durant le mois d'octobre 2006, Robin Higgs qui s'occupe du repérage des lieux de tournage, visite Liverpool. D'autres endroits sont repérés tels que le Yorkshire, Glasgow et une partie de Londres. En août 2006, le producteur Charles Roven déclare que le début du tournage est prévu en mars 2007.
Lors d'une interview du mois de mai sur USA Today, Christopher Nolan annonce qu'une partie de The Dark Knight sera tournée avec des caméras IMAX. Il explique qu'il n'y a rien de comparable avec la vision d'un film dans ce format et que le téléspectateur s'immerge plus facilement. Quatre scènes importantes seront tournées sous ce format, dont celle de l'apparition du Joker, incarné par Heath Ledger. Ce sera ainsi le premier film à être tourné en partie en IMAX.
Warner Bros. choisit Chicago comme principal lieu de tournage, où quelques scènes ont déjà été tournées pour Batman Begins. Le nom de code du film est Rory's First Kiss, mais les journalistes locaux ne tardent pas découvrir le vrai titre du film, The Dark Knight. Le tournage débute finalement mi-avril, à Chicago, pour des scènes d'intérieur et d'extérieur, incluant une scène d'hélicoptère. En mai 2007, le tournage continue au Royaume-Uni à Londres précisément. Début juin 2007, l'équipe de tournage retourne à Chicago pour une durée de 13 semaines jusqu'à la fin du mois de septembre. Juste avant le tournage, Heath Ledger s'enferme quelques jours dans une chambre de motel pour se mettre dans la peau de son personnage.
La production du film génère 45 millions de dollars à l'économie de la ville de Chicago ainsi que des milliers d'emplois. L'acteur Michael Caine révèle que des scènes du film sont aussi tournées à Los Angeles, Baltimore et Hong Kong pour ses hauteurs vertigineuses.
Le tournage du film est endeuillé en septembre 2007 par le décès d'un technicien (Conway Wickliffe) lors d'une répétition à bord de la Batmobile.

## Musique

### Composition

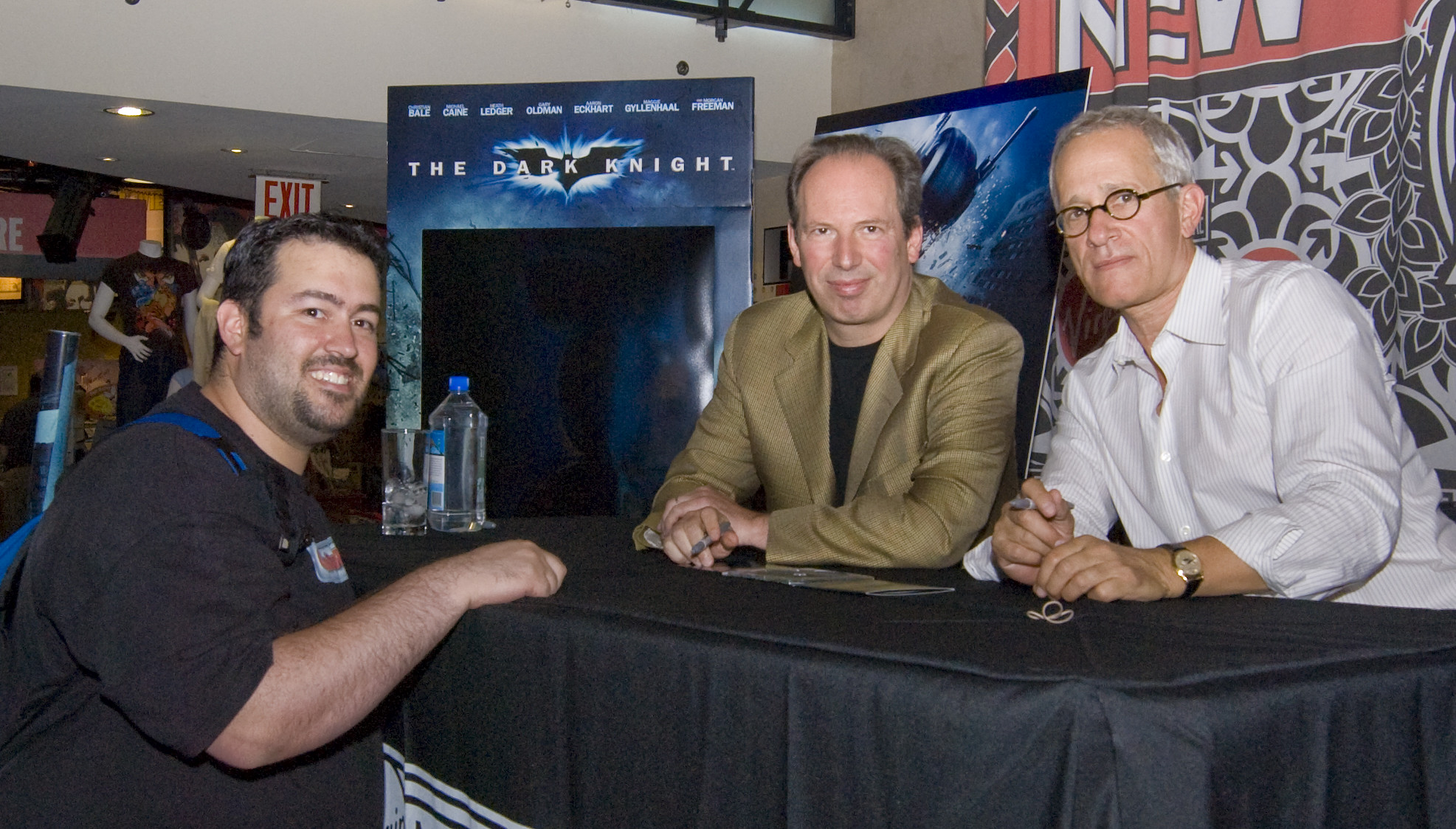
Les compositeurs Hans Zimmer et James Newton Howard.

Hans Zimmer et James Newton Howard, qui avaient déjà travaillé sur Batman Begins, composent la musique du deuxième volet. Zimmer déclare dès le départ que le thème principal de Batman était volontairement introduit à la fin du premier film de la trilogie de Nolan, et qu’il s’étoffera dans la suite du film en même temps que le personnage évoluera. Zimmer et Howard réalisent que créer un thème héroïque qu'un spectateur pourrait chantonner ignorera la complexité et l'obscurité du personnage[pas clair]. Le thème héroïque n'est ainsi audible que deux fois, au début du film, pour créer ce que Zimmer décrit comme une diversion, une sorte de préfiguration musicale d’un événement futur dans le film.
La composition commence avant le début du tournage. Pendant le tournage, Nolan reçoit de Zimmer un baladeur numérique avec un enregistrement de 10 heures de musique destinée au film, et il les mémorise[pas clair]. Les neuf minutes de musique introduisant le Joker s’articulent sur seulement deux notes : ré et do. Zimmer compare ce style de musique aussi bien à celui du groupe allemand Kraftwerk qu'à son travail avec des groupes comme The Damned.
Lorsque Heath Ledger décède en janvier 2008, Hans Zimmer remet en question la partie musicale consacrée au Joker. En hommage à l’acteur, il décide cependant de ne pas la modifier. Selon lui, la bande sonore relative au Joker se doit de représenter la philosophie anarchique que ce dernier impose à la ville de Gotham. Hans Zimmer ne peut donc pas se permettre d’adoucir la musique et compromettre la performance notable de Heath Ledger. Un avis que partage Howard. D’après lui, la performance de Ledger est tellement électrisante que le mieux à faire est d’honorer son personnage en créant la musique qui lui convienne le mieux. Alors que Zimmer se concentre sur le personnage du Joker, Howard compose les musiques consacrées à Harvey Dent, plus belles et élégantes.

### Bande originale
Bandes originales de Adaptation de Batman à l'écran
Batman Begins
(2005) The Dark Knight Rises
(2012)
La bande originale est sortie aux États-Unis le 15 juillet 2008 et en France le 11 août 2008. L’album contient 14 titres :
| 1.  | Why So Serious?                 | 9:14  |
| 2.  | I'm Not a Hero                  | 6:34  |
| 3.  | Harvey Two-Face                 | 6:16  |
| 4.  | Aggressive Expansion            | 4:35  |
| 5.  | Always a Catch                  | 1:39  |
| 6.  | Blood on My Hands               | 2:16  |
| 7.  | A Little Push                   | 2:42  |
| 8.  | Like a Dog Chasing Cars         | 5:02  |
| 9.  | I Am the Batman                 | 1:59  |
| 10. | And I Thought My Jokes Were Bad | 2:28  |
| 11. | Agent of Chaos                  | 6:55  |
| 12. | Introduce a Little Anarchy      | 3:42  |
| 13. | Watch the World Burn            | 3:47  |
| 14. | A Dark Knight                   | 16:14 |

À noter qu'une réédition de la bande originale est sortie aux États-Unis le 10 décembre 2008 ; cette édition collector contient 2 CD : le premier reprend les 14 titres de la bande originale, le second contient 14 nouveaux titres inédits :
| 1.  | Bank Robbery (Prologue)                  | 5:24 |
| 2.  | Buyer Beware                             | 2:56 |
| 3.  | Halfway To Hong Kong                     | 3:43 |
| 4.  | Decent Men In An Indecent Time           | 2:51 |
| 5.  | Youre Gonna Love Me                      | 4:51 |
| 6.  | Chance                                   | 3:34 |
| 7.  | You Complete Me                          | 4:51 |
| 8.  | The Ferries                              | 9:57 |
| 9.  | We Are Tonights Entertainment            | 5:38 |
| 10. | A Watchful Guardian                      | 6:45 |
| 11. | Why So Serious (Remix) by Crystal Method | 5:30 |
| 12. | Poor Choice Of Words by Paul Van Dyk     | 6:15 |
| 13. | Gunpowder And Gasoline by Mel Wesson     | 4:34 |
| 14. | Rory's First Kiss by Ryeland Allison     | 6:04 |

Trois titres présents dans le film n'apparaissent pas dans cette bande originale : Balmoral par The Pipes and Drums du Chicago Police Department, Scatterin' Monkey et 4 A Moment of Silence du groupe japonais Boom Boom Satellites.

## Accueil

### Promotion

#### Bande-annonce

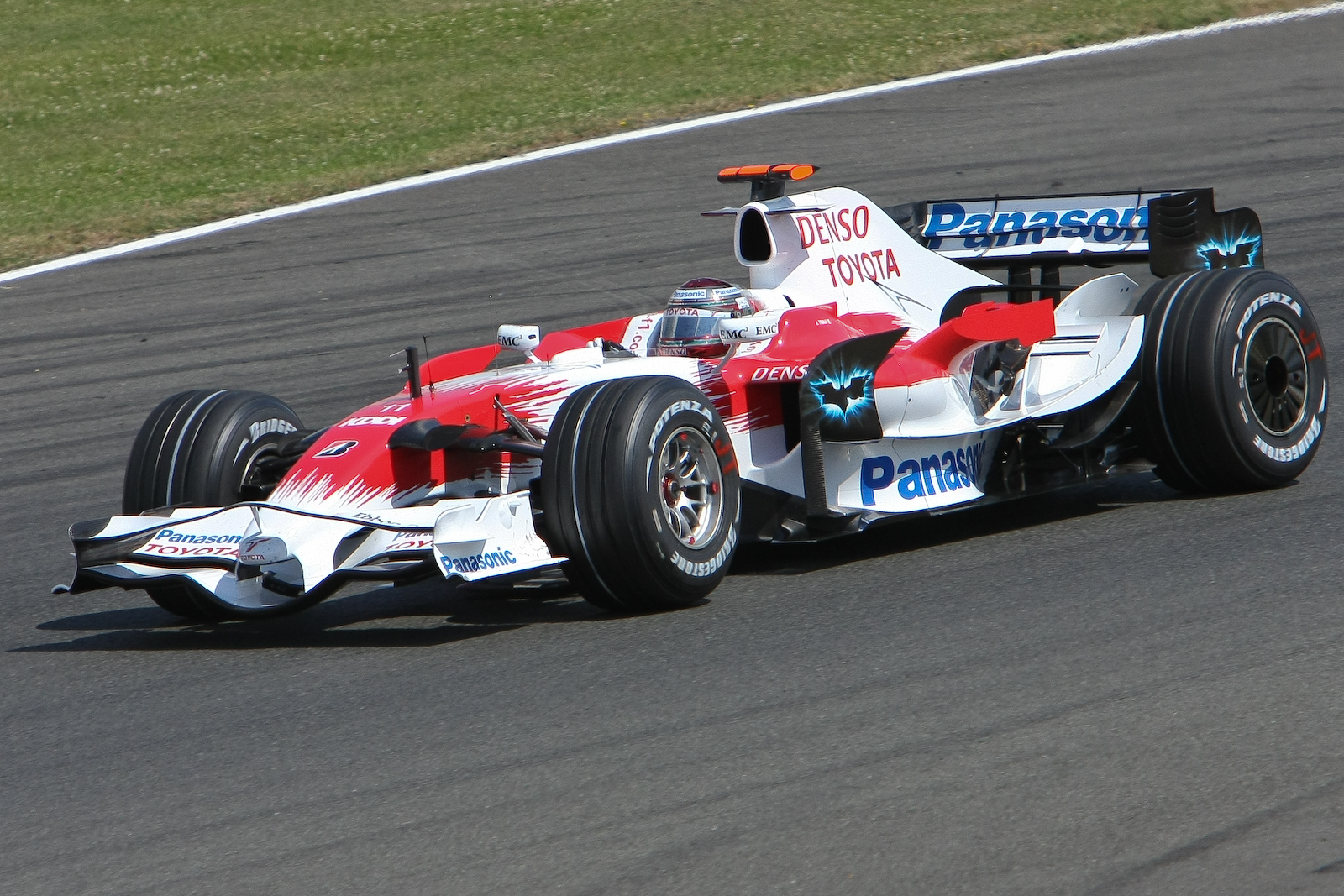
Jarno Trulli dispute le Grand Prix de Grande-Bretagne sur une Toyota en livrée Batman.

Le premier teaser anglophone est projeté au cinéma pour la première fois le 27 juillet 2007 à l'occasion de la sortie de Les Simpson, le film, ainsi qu'à la convention du Comic-Con à San Diego. Le teaser ne propose aucune image du film, mais une discussion entre Bruce Wayne et son majordome Alfred, ainsi que les intentions réelles du Joker. Le même jour, la vidéo est disponible sur la toile. Quant à la première bande-annonce du film, elle est visible aux États-Unis le 14 décembre 2007, le jour de la sortie en salles de Je suis une légende, un autre film des studios Warner Bros.. Une première affiche du film est dévoilée le 5 décembre 2007 sur le net. Le 14 décembre, les deux affiches officielles internationales sont révélées. La première met en avant Batman et la deuxième son pire ennemi le Joker. Le 18 décembre 2007, c'est au tour de la version française de faire son apparition sur la toile. Le 5 mai 2008, la deuxième bande-annonce est révélée.

#### Internet

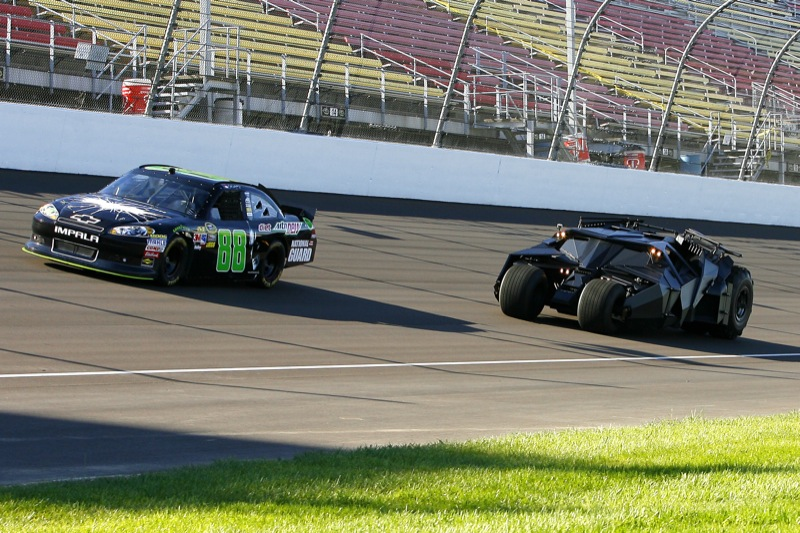
la Batmobile sur piste.

En mai 2007, les studios Warner Bros. ouvrent un site officiel pour le film. Peu de temps après, une deuxième page sur la campagne politique du personnage Harvey Dent, I believe in Harvey Dent, est ajoutée au site.
Pour assurer le bon lancement du film à sa sortie, Warner Bros. a fait appel à la société 42 Entertainment, spécialisée dans la publicité virale. La campagne a inclus la création d'un jeu de piste qui a eu beaucoup de succès. Les joueurs ont dû, pour répondre aux différentes énigmes, chercher des indices dans les nombreux sites viraux créés à l'occasion, à travers lesquels ils ont pu découvrir des photos inédites du film, des bandes-annonces, ou d'autres informations concernant le film.
Le 27 juillet 2007, la compagnie lance un nouveau site mettant en avant le pire ennemi de Batman, le Joker. On y découvre une nouvelle photo du Joker, des rapports de police ainsi que son fameux rire. Ce site, WhySoSerious.com, dévoile par la même occasion le premier teaser du film. Quelques jours après l'ouverture du site Whysoserious.com, le site est remplacé par Rent-a-clown.com. Ce nouveau site est centré sur le clown du crime. Le Joker propose de louer pour des fêtes un des 139 clowns en photo. Ces clowns sont en fait les participants au jeu de piste qui a eu lieu quelques jours auparavant à la convention du Comic-Con à San Diego. À la fin du mois d’octobre, le site Whysoserious.com dévoile une nouvelle photo du Joker. Le site Rorysdeathkiss.com consacré au Joker ouvre par la suite. À la fin du mois de novembre 2007, les sites viraux se multiplient. Il est ainsi possible de poster un message au candidat fictif Harvey Dent sur son site We are the answers, pour dénoncer les policiers corrompus de Gotham City. Le site de la police de Gotham Gothampolice.com donne toutes les informations nécessaires pour combattre le crime. La banque de Gotham City propose ses services sur son site Gotham National Bank. Vous pouvez laisser aussi un commentaire sur le site Remembering Gina, dédié à la mémoire d'une jeune femme décédée. The GothamTimes.com est le site du journal d'actualité de Gotham. Le site Thehahahatimes.com est un site détourné de ce même journal par le Joker. GothamCityRail.com est le site des transports en commun de la ville. Ibelieveinharveydenttoo.com est un domaine du Joker faisant référence au site de la campagne d'Harvey Dent Ibelieveinharveydent.warnerbros.com qui révèle une surprise en sélectionnant la page. Gotham Victims Advocate Foundation est le site d'une fondation qui s'occupe des victimes d'un crime à Gotham City. Gothamusd.net est l'adresse web des écoles de Gotham City et GothamCab.com le site des taxis de la ville. Acme Security Systems.com propose des systèmes de sécurité pour les habitants,. Gothamtechnologiesinc.com est le site de la société du traitement des eaux de Gotham City. Le site des affaires internes du département de la police de Gotham City ouvre aussi ses portes sur Gpdiad.com. Bettyshouseofpies.com est le site d'une pâtisserie et Saintswithunschurch.org le site de la plus vieille église de Gotham. ATasteForTheTheatrical.com est une page de journal du Gotham Times permettant de découvrir la bande-annonce du film.
À la mort de Heath Ledger, le 22 janvier 2008, les studios Warner Bros. rendent hommage à l'acteur sur le site du film The Dark Knight. Moins de cinq mois avant la sortie du film aux États-Unis, le site IBelieveInHarveyDent.com est mis à jour. Il fut possible de rejoindre le candidat au poste de District Attorney de Gotham City dans son combat pour changer la ville en y laissant son adresse électronique. Il est possible d'envoyer ses vidéos pour soutenir Harvey Dent, connaître le passage de la Dentmobile aux États-Unis, de télécharger les affiches de campagne. Concerned Citizens for A Better Gotham est le site d'un groupe anti-Harvey Dent et  JosephCandoloro.com/ est le site du créateur du premier. TrustGarcetti.com et DanaWorthington.com sont les sites des deux rivaux d'Harvey Dent aux élections. Rossi's Delicatessen.com est le site d'un restaurant italien répertorié sur le site Citizensforbatman, un site de soutien au justicier de Gotham. Début avril, le site Acmesecuritysystems.com/delos ouvre et il permet de laisser son numéro de téléphone pour que le commissaire Gordon rappelle.

Why so serious ? (Pourquoi cet air si sérieux ?), phrase prononcée par le Joker dans le film.

Fin avril 2008, le site WhySoSerious dévoile de nouvelles affiches du film. Dans un même temps, deux nouveaux sites viraux ouvrent: celui de l'hôtel GothamInterContinentalHotel.com, le site d'un grand hôtel et KinslyTravel.com un site de voyage. Le 6 mai 2008, le site est mis à jour et les trois trailers sont mis en ligne. Un mini-site promotionnel Comcast.net/thedarkknightmovie ouvrent le 5 juin où de nouvelles vidéos sont mises en ligne. Le 10 juin, ouvrent Gothamcablenews.com, pour les informations, et Gothamelectionboard.com pour les élections à Gotham. Le 13 juin, Harvey Dent est donné vainqueur. Deux nouveaux sites viraux font leur apparition, GothamCityPizzeria.com(on peut y trouver un extrait caché dévoilant le visage de double face) et le site du Gotham Ferry System, ainsi qu'une nouvelle parution du Gotham Times. Une fois le film sorti aux États-Unis, les nombreux sites viraux créés pour le film sont griffonnés à l'effigie du Joker.

### Accueil critique

#### Critiques internationales

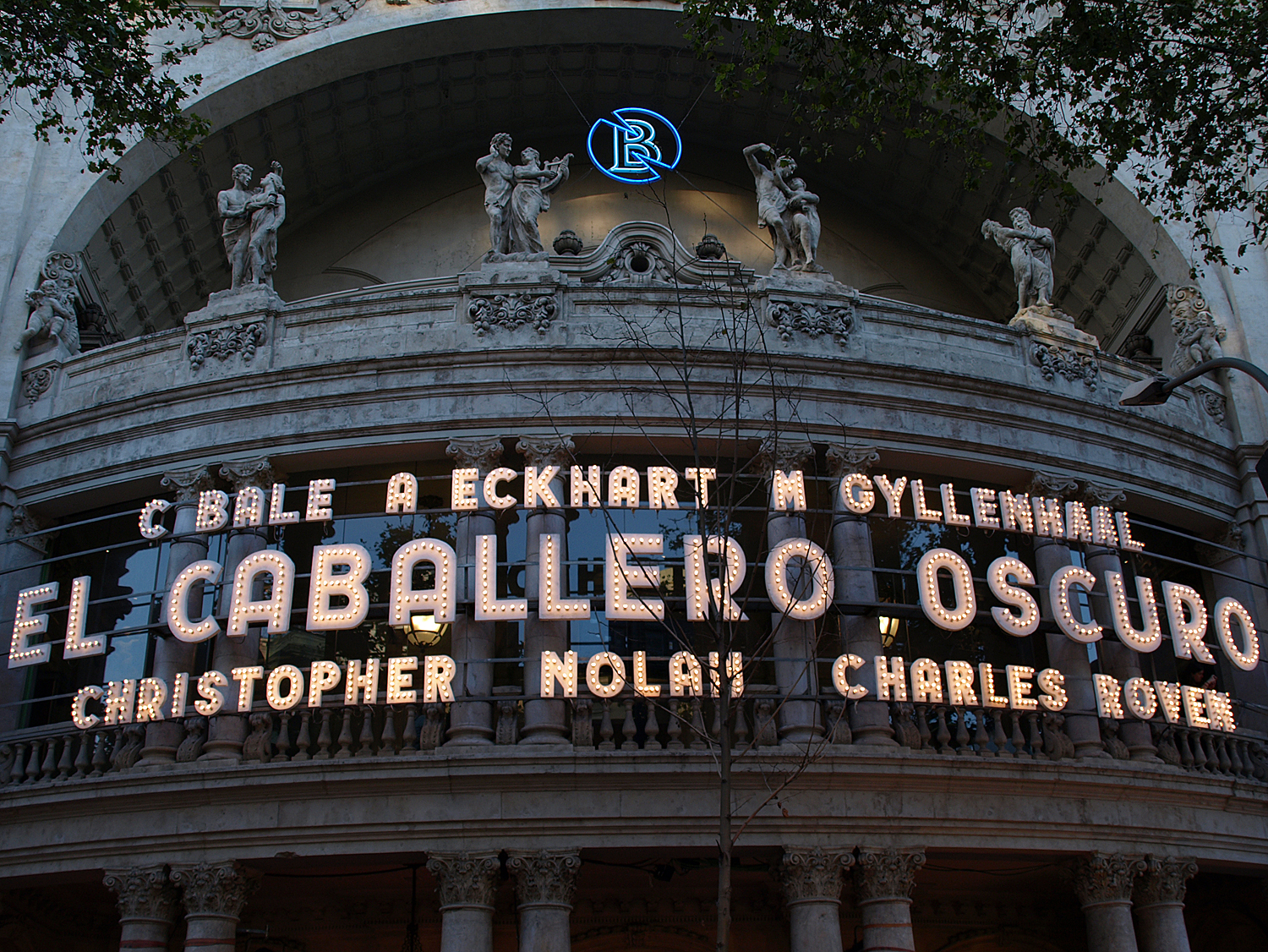
Avant-première espagnole, à Barcelone.

The Dark Knight a été majoritairement très bien reçu par la presse internationale. Sur plus de 250 critiques récoltées par le site Rotten Tomatoes, le film obtient 94 pour cent de critiques positives, avec une note moyenne de 8,5/10. En comparaison, Batman Begins avait obtenu 84 % de critiques positives en 2005 pour une note moyenne de 7,6/10.
Un journaliste du Chicago Sun-Times décrit The Dark Knight comme « un film tourmenté qui fait un bond au-delà de ses origines », et comme « une tragédie captivante ». Le quotidien américain fait aussi l'éloge des performances de ses acteurs, de sa direction, ainsi que de son scénario. Il ajoute que The Dark Knight « redéfinit les possibilités des films issus des comic-books ». Le journaliste déclare que la « performance clé » du film est celle de Heath Ledger, s'interrogeant même sur la possibilité que l’acteur australien, décédé en janvier 2008, reçoive un Oscar à titre posthume. Un avis que partage le New York Times qualifiant l'interprétation de Ledger de « chef-d’œuvre »[réf. nécessaire]. Le site E!Online compare même cette performance à celle d’Anthony Hopkins dans Le Silence des agneaux qui lui valut l'Oscar du meilleur acteur en 1991.
Mais l’atout du film ne se résume pas seulement à une seule interprétation. En effet, le magazine Empire surnomme le réalisateur Christopher Nolan « premier fournisseur de superproduction intelligente » et affirme que son œuvre se montre à la hauteur de l' « interprétation monumentale de Heath Ledger ».
La critique du journal Los Angeles Times décrit The Dark Knight comme un film très proche de la mythologie Batman, « avec des thèmes plus sombres qu’à l’accoutumée qui ont des incidences sur la façon dont nous vivons aujourd’hui ». Le New York Times va encore plus loin en qualifiant The Dark Knight de long métrage le plus sombre et le plus profond des films du genre comics, Batman Begins inclus.
L’engouement est le même pour les spectateurs. En moins d’une semaine, le film obtient plus de 115 000 votes sur le site IMDb. Il est classé comme le quatrième meilleur film (9/10) de tous les temps sur 1 750 001 votes.
Pendant le mois de septembre 2008, le magazine Empire publie un classement des 500 meilleurs films de tous les temps établi par 10 000 lecteurs du magazine, 150 réalisateurs américains, et 50 critiques de film. The Dark Knight est classé 15e meilleur film de tous les temps, et tout simplement le meilleur des films produits au XXIe siècle.

#### Critiques françaises

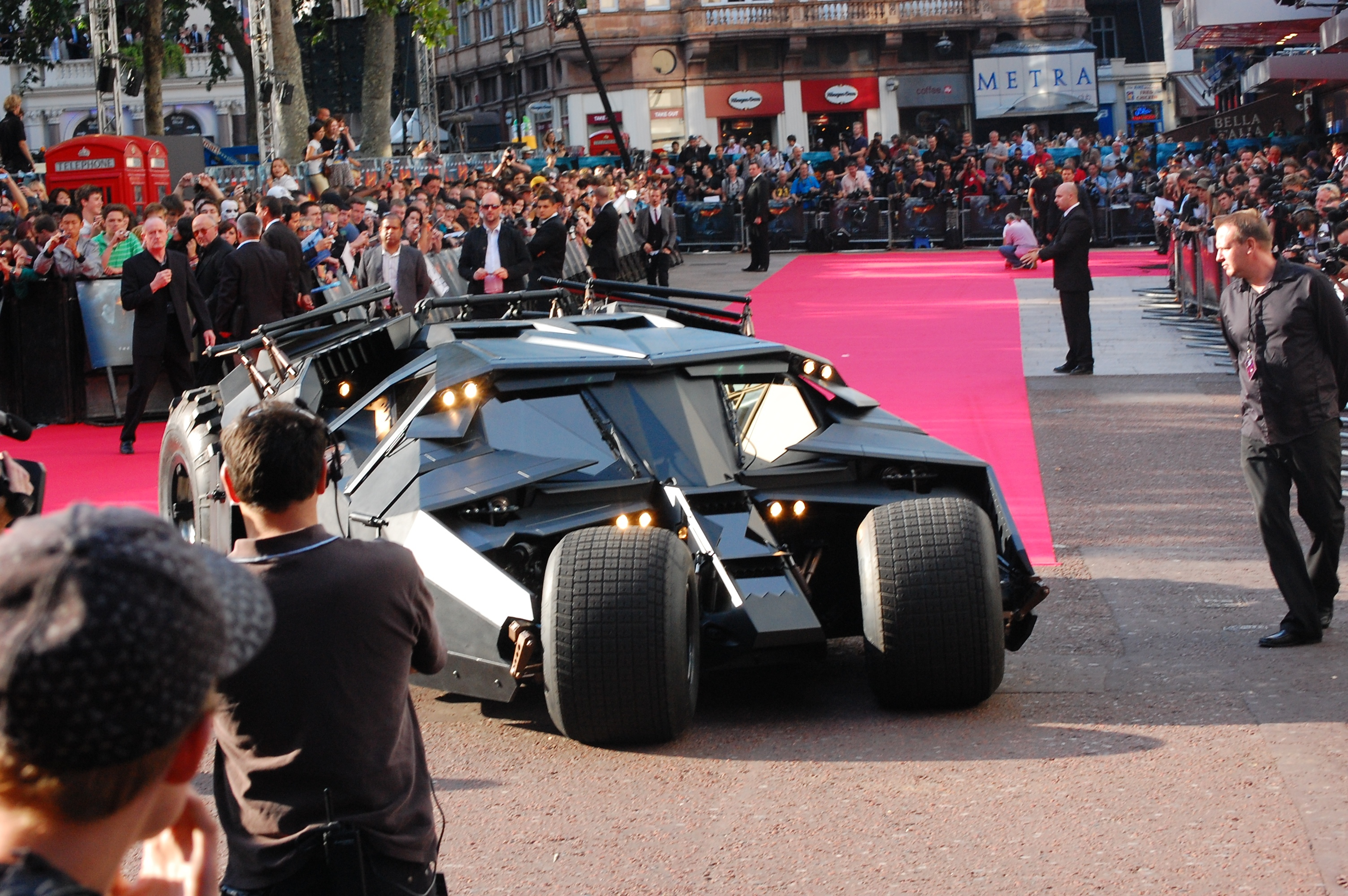
À la première européenne du film, à Londres.

En France, The Dark Knight a été globalement très bien accueilli par les critiques. En effet, le film obtient un bon score de 4 étoiles sur 5 sur le site Allociné, qui compile un certain nombre de critiques de la presse française.
Le film est « une œuvre quasi parfaite et totalement originale » pour le Journal du dimanche, « passionnant, ambigu, voire dérangeant » pour CinéObs, interprété par des acteurs de « qualité » pour Le Monde. L'hebdomadaire Télérama a mis l'accent sur l'interprétation d'Heath Ledger qu'il qualifie de « prodigieuse » : « Heath Ledger crève littéralement l'écran et envoie dans les cordes le clown Nicholson, mythique Joker du premier Batman de Tim Burton ». Le magazine Première dénote cependant une certaine difficulté à la compréhension du film due à la « multiplicité des personnages ».
En France, le film a été favorablement accueilli, selon les critiques de la presse sur le site Allociné, avec aussi une bonne appréciation du public qu'il a toujours dans les années 2020, quand il est toujours dans les dix premiers du classement des 300 meilleurs films de tous les temps selon les avis des télespectateurs sur la base cette fois de 122812 avis collectés, derrière "Forrest Gump", La Ligne verte, "12 hommes en colère", "Le Parrain", "Les évadés", "Le Seigneur des anneaux : Le Retour du roi". Il avait obtenu la note maximale de 4 étoiles sur Allociné pendant ses premiers jours de sortie. Le nombre d'étoiles maximum sur Allociné est passé de 4 à 5. Le film figure en dixième place du top 250.

### Box-office
En Amérique du Nord, le film The Dark Knight règne sur le box-office pendant quatre semaines en alignant de nombreux records, jusqu'à devenir en un mois le troisième plus gros succès de tous les temps sur le territoire américain derrière Le Seigneur des anneaux : Le Retour du roi et Titanic. En France, le film réalise un bon démarrage le jour de sa sortie avec 253 858 entrées pour 820 copies en battant le précédent opus et en faisant le deuxième meilleur démarrage de 2008 pour un film américain derrière Hancock. La première semaine de sortie, The Dark Knight se place en tête du box-office français avec 1 271 688 entrées et réalise ainsi le quatrième meilleur démarrage de 2008. Il reste premier du box-office pour sa deuxième, troisième et quatrième semaine d'exploitation française.
| Pays ou région    | Box-office                   | Date d'arrêt du box-office | Nombre de semaines |
| ----------------- | ---------------------------- | -------------------------- | ------------------ |
| États-Unis Canada | 534 858 444 $ (3e TLT)       | 12 juillet 2009            | 33                 |
| France            | 3 036 568 entrées (574e TLT) | 5 novembre 2009            | 11                 |
| Suisse            | 303 417 entrées (138e TLT)   | 22 novembre 2009           | 7                  |
| Paris             | 810 392 entrées              | 7 octobre 2009             | 8                  |
| Total mondial     | 1 004 934 033 $ (46e TLT)    | 12 juillet 2009            | 33                 |

#### Autres chiffres
- Le jour de sa sortie en DVD/Blu-Ray le 9 décembre, il s'est vendu 3 millions de copies, dont 600 000 Blu-Ray, un record. Pour les 7 premiers jours de ventes, 13,7 millions de copies de DVD/Blu-Ray se sont vendues dont 1 700 000 Blu-ray, un autre record.
- Aux États-Unis, IMAX a annoncé qu'une semaine avant la sortie, 2 millions de dollars de recettes ont été engrangés seulement grâce aux réservations[135]. L'ensemble des salles du groupe ont dû ajouter des séances le premier jour pour le film, à minuit et 3h du matin, voire pour certaines faire du non-stop.
- Le nouvel épisode des aventures de Batman a enregistré trois fois plus de billets pré-vendus que Pirates des Caraïbes : Jusqu'au bout du monde, et plus du double de Spider-Man 3 et de Le Seigneur des anneaux : Les Deux Tours[136].
- Widest Release Record : The Dark Knight bénéficie de la plus large sortie de tous les temps avec 4 366 cinémas diffusant le film[137].
- Même engouement au Canada, où la firme Cineplex Entertainment a annoncé le jour avant sa sortie des ventes frolant 1 million de dollars, un record[138].
- Midnight Box Office Record : aux États-Unis, aux premières séances de minuit, sur un total de 3040 salles de cinéma, The Dark Knight a rapporté 18,489 millions de dollars, et dépasse le record de 16,5 millions de dollars détenu par Star Wars, épisode III : La Revanche des Sith en 2005[139].
- Opening Day Box Office Record : le premier jour de sortie en Amérique du Nord, The Dark Knight récolte 67,17 millions de dollars, un record détenu jusqu'à présent par Spider-Man 3[140].
- Single Day Box Office Record : jamais un film n'aura remporté autant en une journée en Amérique du Nord, avec 67,17 millions de dollars[141].
- Opening Weekend Box Office Record : le film a établi un nouveau record au box-office nord-américain, en enregistrant 158,41 millions de dollars de bénéfice en un seul week-end et battant ainsi Spider-Man 3, le dernier film qui détenait ce record avec 151,11 millions de dollars[142]. Ce record est battu en 2011 par Harry Potter et les Reliques de la Mort - 2e partie[143].
- Second Weekend Box Office Record : Avec 75,17 millions de dollars récoltés le second week-end d'exploitation en Amérique du Nord, The Dark Knight bat le record de 72,17 millions de dollars obtenus par le film d'animation Shrek 2, établi en 2004[144].
- Le film a également battu Spider-Man 3 dans ses débuts au cinéma IMAX en Amérique du Nord, avec 6,2 millions de dollars au box-office contre 4,7 millions de dollars pour l'homme araignée[145].
- Friday Box Office Record : le film a rapporté 67,17 millions de dollars son premier vendredi d'exploitation en Amérique du Nord, ce qui en fait le meilleur vendredi de tous les temps[146].
- Sunday Box Office Record : le film a rapporté 43,6 millions de dollars son premier dimanche d'exploitation en Amérique du Nord, ce qui en fait le meilleur dimanche de tous les temps[147].
- Fastest to $100 Million : The Dark Knight est le long métrage qui a atteint le plus rapidement les 100 millions de dollars de recettes en Amérique du Nord (en 2 jours)[148].
- Fastest to $150 Million : The Dark Knight est le long métrage qui a atteint le plus rapidement les 150 millions de dollars de recettes en Amérique du Nord (en 3 jours)[149].
- Fastest to $200 Million : The Dark Knight est le long métrage qui a atteint le plus rapidement les 200 millions de dollars de recettes en Amérique du Nord (en 5 jours)[150].
- Fastest to $250 Million : The Dark Knight est le long métrage qui a atteint le plus rapidement les 250 millions de dollars de recettes en Amérique du Nord (en 8 jours)[151].
- Fastest to $300 Million : The Dark Knight est le long métrage qui a atteint le plus rapidement les 300 millions de dollars de recettes en Amérique du Nord (en 10 jours)[152].
- Fastest to $350 Million : The Dark Knight est le long métrage qui a atteint le plus rapidement les 350 millions de dollars de recettes en Amérique du Nord (en 14 jours)[153].
- Fastest to $400 Million : The Dark Knight est le long métrage qui a atteint le plus rapidement les 400 millions de dollars de recettes en Amérique du Nord (en 18 jours)[154].
- Fastest to $450 Million : The Dark Knight est le long métrage qui a atteint le plus rapidement les 450 millions de dollars de recettes en Amérique du Nord (en 27 jours)[155].
- Fastest to $500 Million : The Dark Knight est le long métrage qui a atteint le plus rapidement les 500 millions de dollars de recettes en Amérique du Nord (en 45 jours)
- Opening Week Box Office Record : Avec 238 615 211 dollars de recettes sa première semaine de sortie aux États-Unis, The Dark Knight fait les meilleurs 7 premiers jours d'exploitation de tous les temps[156].
- Le 20 février 2009, The Dark Knight franchit la barre symbolique du milliard de dollars de recettes dans le monde (1 001 082 160 $) ; il rentre ainsi dans le club très sélect des 4 films avec Titanic, Le Seigneur des Anneaux 3 et Pirates des Caraïbes 2[157].

## Distinctions
Entre 2008 et 2020, le film  a été sélectionné 322 fois dans diverses catégories et a remporté 159 récompenses,.
Afin de s'imposer dans l'esprit des membres votants durant la saison des remises de prix dont les très convoités Oscars du cinéma, le studio Warner Bros. a pris la décision de relancer le film The Dark Knight sur les écrans IMAX américains en janvier 2009.

### Récompenses
En 2008

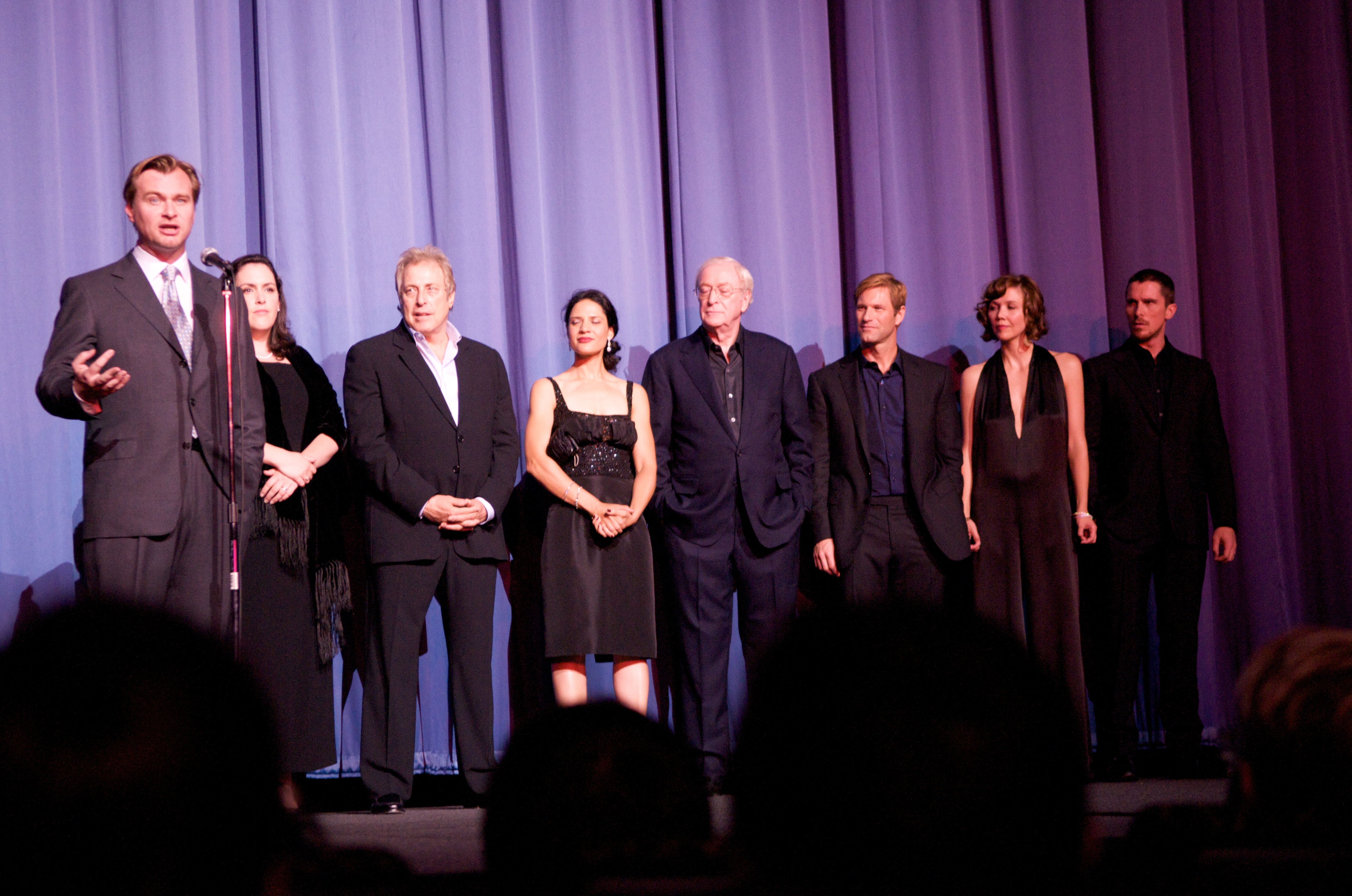
A l'avant-première du film, à Londres, le 14 juillet 2008. De gauche à droite : Christopher Nolan, Emma Thomas, Charles Roven, Monique Curnen, Michael Caine, Aaron Eckhart, Maggie Gyllenhaal et Christian Bale.

- Australian Film Institute Awards 2008 : Meilleur acteur dans un second rôle pour Heath Ledger
- Chicago Film Critics Association Awards 2008 :
  - Meilleur second rôle pour Heath Ledger
  - Meilleure photographie pour Wally Pfister
- Golden Trailer Awards 2008 :
  - Meilleure bande-annonce pour un film d'action
  - Meilleure affiche pour le teaser d'une superproduction de l'été 2008
- Grammy Awards 2008 : Meilleure musique originale pour un film pour Hans Zimmer et James Newton Howard
- Hōchi Film Awards 2008 : Meilleur film en langue étrangère
- Los Angeles Film Critics Association Awards 2008 : Meilleur acteur dans un second rôle pour Heath Ledger
- National Movie Awards 2008 : Meilleur film de super-héros
- Satellite Awards 2008 : Meilleur son pour Richard King, Lora Hirschberg et Gary Rizzo
- Southeastern Film Critics Association Awards 2008 : Meilleur second rôle pour Heath Ledger

En 2009
- Golden Globes 2009 : Meilleur acteur dans un second rôle pour Heath Ledger[161]
- Oscars 2009 :
  - Meilleur acteur dans un second rôle pour Heath Ledger
  - Meilleur montage de son pour Richard King
- Saturn Awards 2009 :
  - Meilleur film d'action ou d'aventure
  - Meilleur acteur dans un second rôle pour Heath Ledger
  - Meilleur scénario pour Christopher Nolan, Jonathan Nolan et David Goyer
  - Meilleure musique pour Hans Zimmer et James Newton Howard
  - Meilleurs effets spéciaux pour Nick Davis, Chris Corbould, Timothy Webber et Paul J. Franklin
- Scream Awards 2009[162] :
  - Meilleur super-héros pour Christian Bale
  - Meilleur acteur dans un film fantastique pour Heath Ledger[161]
  - Meilleur méchant pour Heath Ledger
  - Meilleur acteur secondaire pour Gary Oldman
  - Meilleure suite
  - The Holy Sh!t Scene of the Year
  - Meilleur réalisateur pour Christopher Nolan
  - Meilleur scénario pour Christopher Nolan, Jonathan Nolan et David Goyer
  - Meilleurs effets spéciaux
  - Meilleur film adapté d'un comic book
- Screen Actors Guild Awards 2009 : Meilleur acteur dans un second rôle pour Heath Ledger

### Nominations
En 2008
- Chicago Film Critics Association Awards 2008 :
  - Meilleur film
  - Meilleur réalisateur pour Christopher Nolan
  - Meilleur scénario adapté pour Jonathan et Christopher Nolan
  - Meilleure musique originale pour Hans Zimmer et James Newton Howard
- Golden Trailer Awards 2008 : Meilleure conception graphique
- National Movie Awards 2008 : Meilleur acteur pour Christian Bale
- Satellite Awards 2008 :
  - Meilleur acteur dans un second rôle pour Heath Ledger
  - Meilleur réalisateur pour Christopher Nolan
  - Meilleure musique pour Richard King
  - Meilleur montage pour Lee Smith
  - Meilleurs effets spéciaux pour Nick Davis, Chris Corbould, Tim Webber et Paul Franklin
- Teen Choice Awards 2008 : Meilleur film d'action/aventure de l'été 2008

En 2009
- London Critics Circle Film Awards 2009 :
  - Acteur de l'année pour Heath Ledger
  - Réalisateur britannique de l'année pour Christopher Nolan
- Oscars 2009 :
  - Meilleure photographie pour Wally Pfister
  - Meilleure direction artistique (Nathan Crowley et Peter Lando)
  - Meilleur maquillage pour John Caglione, Jr. et Conor O’Sullivan
  - Meilleur mixage de son pour Lora Hirschberg, Gary Rizzo et Ed Novick
  - Meilleurs effets visuels pour Nick Davis, Chris Corbould, Tim Webber et Paul Franklin

## Thèmes et analyse

### Terrorisme et violence
L'escalade de la violence est un thème central dans le film, représenté par le Joker. Le film est aussi analysé comme une analogie de la guerre contre le terrorisme. Selon l'historien Stephen Prince, le film traite des conséquences de l'abandon de règles par les autorités civiles et gouvernementales. Certaines critiques ont critiqué le film qui approuverait selon eux la torture et la reddition. Pour Benjamin Kerstein, « Le Chevalier Noir est un miroir parfait de la société : une société si divisée sur les questions du terrorisme et sur la manière de le combattre que, pour la première fois depuis des décennies, il n'existe plus de courant dominant américain ».
Batman et Harvey Dent ont recours à la torture mais le Joker reste infaillible car il est convaincu de ses actions. Lorsque Harvey Dent tente de torturer l'homme de main du Joker, Batman ne condamne pas l'acte mais se préoccupe de la perception du public s'il découvre ce glissement de la morale. Le film montre un abandon progressif des principes de la part des protagonistes.
Le Joker, face à ce glissement de la morale, demeure le seul à ne pas se cacher derrière un masque, malgré son maquillage qui pourrait laisser présager le contraire. Il est dépourvu de toute identité et représente l'incertitude, la peur du terrorisme, bien qu'il ne suive aucune idéologie politique. Harvey Dent est à l'opposé de Joker : il symbolise l'accomplissement de l'idéal américain, une personne noble et morale, qui n'entrave pas les limites de la loi. Mais la peur et le chaos incarnés par le Joker viennent entacher cet idéalisme et corrompre totalement Dent.
Dans la scène finale du film, Batman utilise un réseau de surveillance qui capte les téléphones des citoyens de Gotham, violant leur vie privée. Pour certaines critiques, c'est un rappel du Patriot Act de 2001 : une violation des libertés civiles serait ainsi nécessaire pour capturer le danger terroriste. Lucius Fox estime que Batman a franchi une frontière éthique mais le film démontre que ce franchissement était nécessaire pour faire triompher le bien sur le mal.

### Morale et éthique
The Dark Knight : Le Chevalier Noir se concentre sur les batailles morales et éthiques auxquelles sont confrontés les personnages centraux et sur les compromis qu'ils font pour vaincre le Joker dans des circonstances extraordinaires. Roger Ebert estime que le Joker oblige chaque personnage à prendre des décisions éthiques impossibles pour tester les limites de leur moralité. Batman représente l'ordre  et est amené à ses propres limites mais évite de se compromettre complètement. Dent représente la bonté et l'espoir ; il est le « chevalier blanc » de la ville aux intentions « pures » et opère dans le respect de la loi. Dent est motivé à faire le bien parce qu'il s'identifie comme bon, et non à cause d'un traumatisme comme Batman. Siddhant Adlakha écrit que Dent est présenté comme une icône religieuse, son slogan de campagne étant « Je crois en Harvey Dent », et sa mort les bras écartés rappelle Jésus sur la Croix. La corruption de Harvey Dent montre son humanité : il est aussi faillible que n'importe qui d'autre. Cela peut être vu dans son utilisation d'une pièce à deux têtes pour prendre des décisions, éliminant le hasard et contrôlant le résultat.
Le Joker représente une déviance idéologique ; il ne recherche pas de gain personnel et crée le chaos par pur plaisir, mettant le feu à une énorme somme d'argent pour prouver que « tout brûle ». Contrairement au Batman, le Joker est le même avec ou sans maquillage, n'ayant aucune identité à cacher et rien à perdre. Daniel Boscaljon écrit que tout le monde croit en une forme d'ordre et de règles qui doivent être respectées : le Joker vient renverser délibérément cette croyance parce qu'il n'a ni règles ni limites. Le personnage peut être considéré comme un exemple du Surhomme de Friedrich Nietzsche, qui existe en dehors des définitions telles que le bien et le mal, et suit sa propre volonté indomptable. Le film laisse cependant ouverte cette possibilité puisque le chaos du Joker mène à la mort et à l'injustice. Le professeur Charles Bellinger le considère comme une figure satanique qui corromp la morale des individus et les tente en jouant sur leur manque comme lorsqu'il force Batman à choisir entre Dent et Rachel. Le Joker vise à corrompre Dent pour prouver que n'importe qui, même les symboles, peut être brisé. Comme le veut le Joker, dans leur désespoir, Dent et Batman sont obligés de remettre en question leurs propres limites.

« Leur morale, leur code... c'est une mauvaise blague. Abandonnée au premier signe de problème. Ils ne sont bons que dans la mesure où le monde le leur permet. Tu vas voir, je vais te montrer... quand les enjeux seront dépassés, ces gens civilisés... ils se mangeront les uns les autres. Tu vois, je ne suis pas un monstre… Je suis juste en avance sur la courbe. »

—  Le Joker, dans The Dark Knight : Le Chevalier Noir
La scène du ferry peut être considérée comme la véritable défaite du Joker. Selon l'écrivain David Chen, cela démontre que, individuellement, les gens ne peuvent pas occuper le pouvoir de manière responsable, mais qu'en partageant la responsabilité, la compassion peut être le résultat. Bien que Batman reste fidèle à sa morale et ne tue pas le Joker, il est obligé de briser son code en poussant Harvey Dent à la mort pour sauver une personne innocente. Batman choisit de devenir un symbole en assumant la responsabilité des crimes de Dent et en préservant ce qu'il représente, c'est-à-dire le bien, l'espoir. Le critique David Crow écrit que le véritable test de Batman n'est pas de vaincre le Joker mais de sauver Dent, une tâche à laquelle il échoue. Batman se sacrifie à la manière du Christ, assumant les péchés de Dent pour préserver la ville.
Bien que le film présente cela comme un acte héroïque, ce « noble mensonge » (ici, présenté comme une référence à Platon) est utilisé pour dissimuler et manipuler la vérité parce qu'une minorité détermine que c'est pour le plus plus grand bien. Selon le professeur Martin Fradley, le « noble mensonge » de Batman et le soutien de Gordon à ce sujet constituent une approbation cynique de la tromperie et du totalitarisme. Alfred, le majordome de Wayne, commet également un noble mensonge, dissimulant le choix de Rachel.

## Autour du film
Le film sort en janvier 2008 après le décès d'Heath Ledger (le Joker), et lui rend hommage.
The Dark Knight a été parodié dans Film catastrophe.
Bruce Wayne conduit dans le film une Lamborghini Murciélago, ce qui signifie « chauve-souris » en espagnol.
Lors de sa deuxième capture par Batman, le Joker interprète à sa manière une citation entendue dans Imagine Me and You, sorti en 2005 : « Que se passe-t-il, quand une force qu'on ne peut pas arrêter rencontre un objet qu'on ne peut pas bouger ? ». Dans le film, alors qu'il est suspendu au-dessus du vide par Batman, le Joker lui dit : « C'est ce qui arrive quand une force invincible rencontre un objet inamovible ! ». On peut rapprocher cette phrase du paradoxe de l'omnipotence.
Le Joker interprète aussi à sa manière la huitième maxime de l'essai Crépuscule des idoles de Friedrich Nietzsche : « Ce qui ne me tue pas, me rend plus fort. » (« Was mich nicht umbringt, macht mich stärker. », dans le texte original en allemand). Le Joker la modifie en : « Je crois que tout ce qui ne nous tue pas nous rend simplement plus... bizarre. ». En anglais, une seule lettre de la citation originale est modifiée : « What doesn't kill you makes you stranger » (au lieu de stronger).

### Produits dérivés
En 2008, un grand nombre de produits dérivés sont commercialisés, tels que des jouets incluant la Batmobile, le Batpod, des figurines de Batman, du Joker, de l'Épouvantail ou du procureur Harvey Dent, des costumes et même un jeu de cartes UNO. Mattel a commercialisé une Batmobile et un Batpod radio-commandés sous la marque Tyco Rc.

#### Série d'animation
Un dessin animé, sous le nom de Batman: Gotham Knight, à ne pas confondre avec la série animée des années 1990 Batman (Gotham Knights), se déroule entre le film Batman Begins et le film The Dark Knight, et est sorti en DVD le 8 juillet 2008 aux États-Unis dans la collection DC Universe sous trois éditions : une édition simple, une édition spéciale avec deux disques et une édition Blu-ray avec un seul disque. Le dessin animé au style manga est divisé en 6 épisodes aux dessins différents et ciblera plutôt un public adolescent et adulte. Les histoires introduisent des personnages connus de l'univers DC Comics mais aussi des personnages issus du film Batman Begins. Côté scénario, le dessin animé a eu droit à des personnes de talent telles que David S. Goyer, le scénariste des films Blade et Batman Begins, Brian Azzarello, scénariste de nombreux comics, Alan Burnett, scénariste des séries animées Batman, la relève et Superman, l'Ange de Metropolis, Jordan Goldberg, producteur du film, ainsi que Josh Olson, scénariste du film A History of Violence nommé aux Oscars 2005. La réalisation quant à elle est japonaise, avec des noms tels que Shojiro Nishimi, Futoshi Higashide, Hiroshi Morioka, Yasuhiro Aoki et Toshiyuki Kubooka. Bruce Timm réalise aussi un des épisodes. Le site officiel consacré au dessin animé a été mis en ligne. Stern Pinball a également sorti un flipper basé sur le film.

#### Attractions
Les montagnes russes, sous le nom de The Dark Knight Coaster, font leur apparition au printemps 2008 dans deux parcs d'attractions du réseau Six Flags Great Adventure : à Jackson et à Chicago. L'attraction plonge d'abord les visiteurs dans l'univers sombre de Gotham City au moyen d'effets visuels et sonores sophistiqués utilisant les visuels du film, avant de les projeter à toute vitesse dans l'obscurité.

#### Jeux vidéo
The Dark Knight: The Mobile Game a été édité par Glu Mobile sur téléphones mobiles, BlackBerry et Windows Mobile. L'éditeur a également sorti un jeu intitulé The Dark Knight: Batmobile Game sur iOS.
Un projet de jeu vidéo intitulé The Dark Knight devait être développé par Pandemic Studios mais a finalement été annulé.

### Éditions en vidéo
Fin 2008, quatre éditions du film sont proposées en Amérique du Nord : DVD simple, double DVD, Blu-ray, et Blu-ray en version collector. La version Blu-ray comporte deux disques. En plus du film, le premier disque comprend un documentaire intitulé Gotham Uncovered : Creation of a Scene où Christopher Nolan et ses collaborateurs dévoilent tous les secrets de tournage sur les cascades, le tournage en IMAX, ainsi que le nouveau costume de Batman. L'autre disque inclut des bonus tels que les gadgets de Batman, la caractérisation du personnage principal, les 6 épisodes du journal télévisé fictif Gotham Cable ou encore des galeries photos. Le film est présenté en 1080p dans son format d'origine 2.40, accompagné d'une version originale en 5.1 Dolby TrueHD, Dolby Digital 5.1 et 2.0. Les langues françaises et espagnoles sont présentes également en 5.1. Le film est sous-titré en anglais, français et espagnol. The Dark Knight est le premier long métrage des studios Warner Bros. à proposer BD-Live, un système qui permet de télécharger et envoyer des contenus sur Internet. En France, trois éditions sont programmées : le DVD simple, le DVD collector et une version Blu-ray, qui sont parus le 13 février 2009.

### Différences avec lescomics
- Le Joker est ici différent de sa version comics, car il est plus réaliste. Sa peau blanche et ses lèvres rouges sont du maquillage, alors qu'ils sont dus dans les comics à un bain d'acide. Il est également plus sérieux, car il explique sa folie et ses théories, et il n'a pas dans les comics de cicatrices en forme de sourire, son bain d'acide lui a juste causé un sourire permanent. Mais il est tout aussi sadique et imprévisible.
- Double-Face dans ce film est défiguré à cause d'une explosion causée par le Joker, et est rendu fou par celui-ci à l'hôpital, alors que dans les comics, c'est Salvatore Maroni à son procès qui lui a jeté de l'acide sur le visage.
- Harvey Dent n'a pas de relation avec Rachel dans les comics, celle-ci étant une invention de cette trilogie.